# Gaston Bachelard
Pour les articles homonymes, voir Bachelard.
Gaston Louis Pierre Bachelard, né à Bar-sur-Aube le 27 juin 1884 et mort à Paris dans le 9e arrondissement le 16 octobre 1962, est un philosophe français des sciences, de la poésie, de l'éducation et du temps. Directeur de l'Institut d'histoire des sciences et des techniques (IHST), il est l'un des principaux représentants de l'école française d'épistémologie historique.
Épistémologue reconnu, il a exploré les chemins inattendus des grandes découvertes scientifiques de la physique et de la chimie de la fin du XIXe et du début du XXe siècle dans La Formation de l'esprit scientifique.
Gaston Bachelard introduit le concept d'obstacle épistémologique pour appréhender et analyser les obstacles à la connaissance scientifique constitués par les a priori notionnels liés aux acquis préexistants, de nature intellectuelle ou métaphorique et psychologiques, qui séduisent l'esprit du chercheur et des élèves mais les empêchent de progresser dans la connaissance des phénomènes. Dans La Philosophie du non, il considère que les obstacles varient suivant l'expérience du sujet, si bien qu'il forge le concept complémentaire de « profil épistémologique » qu'il applique à des exemples tirés de la logique, de la physique, de la chimie ou encore des mathématiques, en n'hésitant pas à prendre appui sur son profil personnel.
Bachelard renouvelle l'approche philosophique et littéraire de l'imagination, sous l'angle de la création. Il s'intéresse à des poètes et écrivains (entre autres Lautréamont, Edgar Allan Poe, Novalis, Henri Bosco), à des peintres (Marc Chagall, Claude Monet, Jean Revol), à des sculpteurs et des graveurs (Louis Marcoussis, Albert Flocon), au symbolisme ou encore à l'alchimie.
Il interroge les rapports entre la littérature et la science, c'est-à-dire entre l'imaginaire et la rationalité. Ils peuvent être conflictuels ou complémentaires. Une image au fort pouvoir affectif provoquera des illusions pour le scientifique (l'image du feu par exemple pourra obstruer la connaissance de l'électricité). Mais cette même image produira en littérature des effets inattendus et surchargés poétiquement : son pouvoir de fascination sera très important (chez Novalis ou Hölderlin par exemple pour l'image du feu). La rêverie poétique « sympathise » intimement avec le réel, tandis que l'approche scientifique est « antipathique » : elle prend ses distances avec la charge affective du réel.
En cohérence avec l'attention qu'il porte aux voies inédites de la création et de l'invention, Bachelard conçoit un temps discontinu constitué d'instants indépendants les uns des autres, en dialogue critique avec la philosophie bergsonienne et en prenant appui sur Siloë de son ami Gaston Roupnel.

## Biographie

### La carrière postale et la guerre

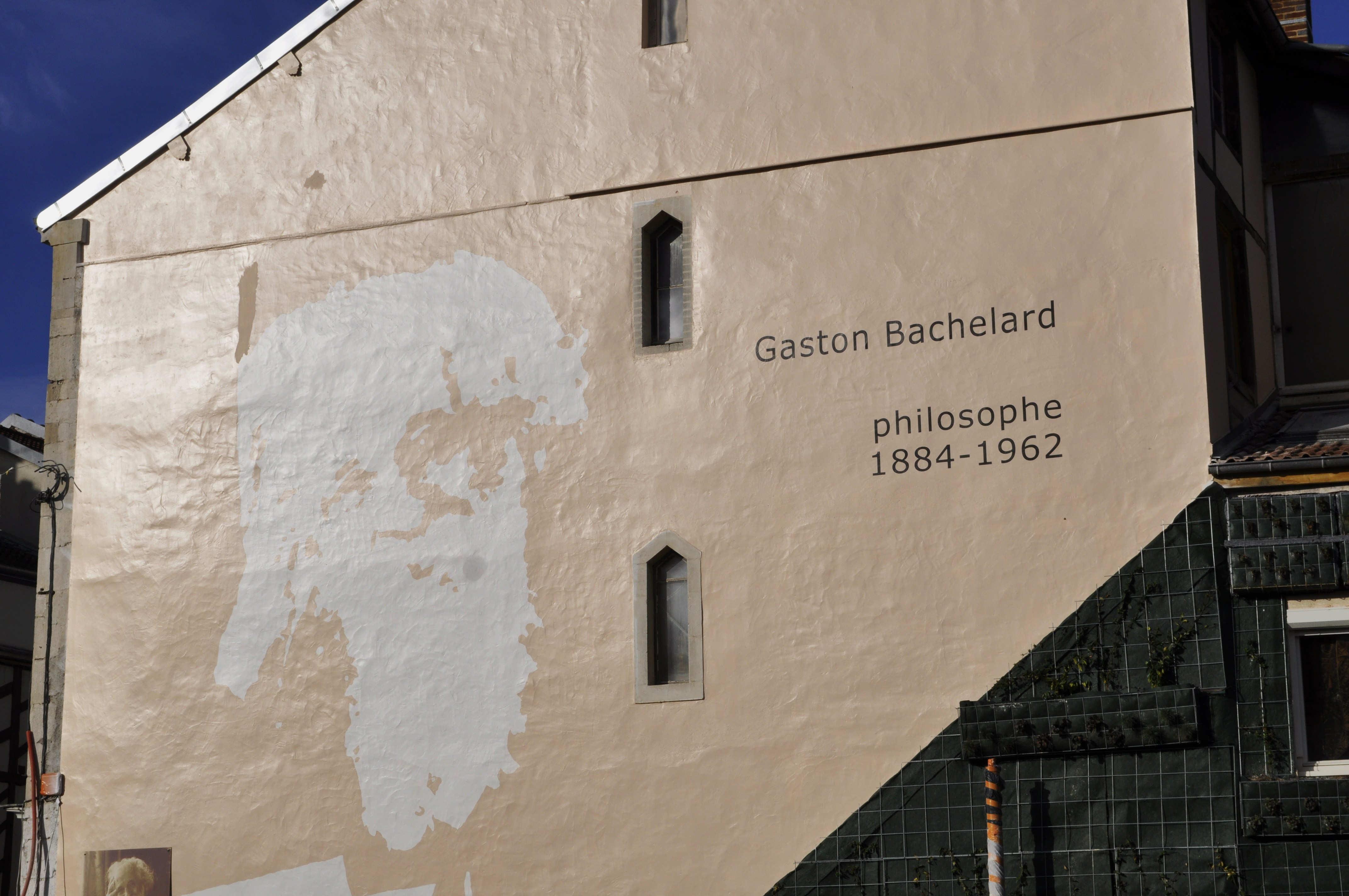
Façade peinte en hommage à Gaston Bachelard, à Bar-sur-Aube, sa ville natale.

Né le 27 juin 1884 à Bar-sur-Aube, sous le signe de la ruralité qu'il revendiquera jusqu'à la Sorbonne et deux ans après l'institution de l'école républicaine laïque et gratuite, Gaston Bachelard eut un père cordonnier, Louis, Jean-Baptiste, Gaspard Bachelard, issu d'une lignée de cordonniers-bottiers, et une mère, d'abord sans profession, puis dépositaire de journaux et de tabac, Marie-Louise Philomène Bachelard, née Sanrey. Native du pays de Langres, elle appartient à un milieu de petits paysans et s'apparente par son père, Denis Sanrey, à Denis Diderot.
Il entre au collège de Bar-sur-Aube en 1896. Comme la plupart des élèves issus de l'agriculture, du commerce et de l'artisanat, il suit la filière moderne et ne bénéficie pas du prestige des humanités. Il doit arrêter ses études, une fois le baccalauréat philosophie en poche, en dépit de l'excellence de son parcours. Trente-six ans plus tard, il fustigera, dans La Formation de l'esprit scientifique, ces cursus scolaires trop courts, véhiculant des vérités scolaires à courte vue, incapables de former en profondeur. Il énoncera le concept de formation tout au long de la vie, promis à un bel avenir. Il inventera même la formation continuée pour les scientifiques une décennie plus tard dans Le Rationalisme appliqué en considérant le savant comme un écolier.

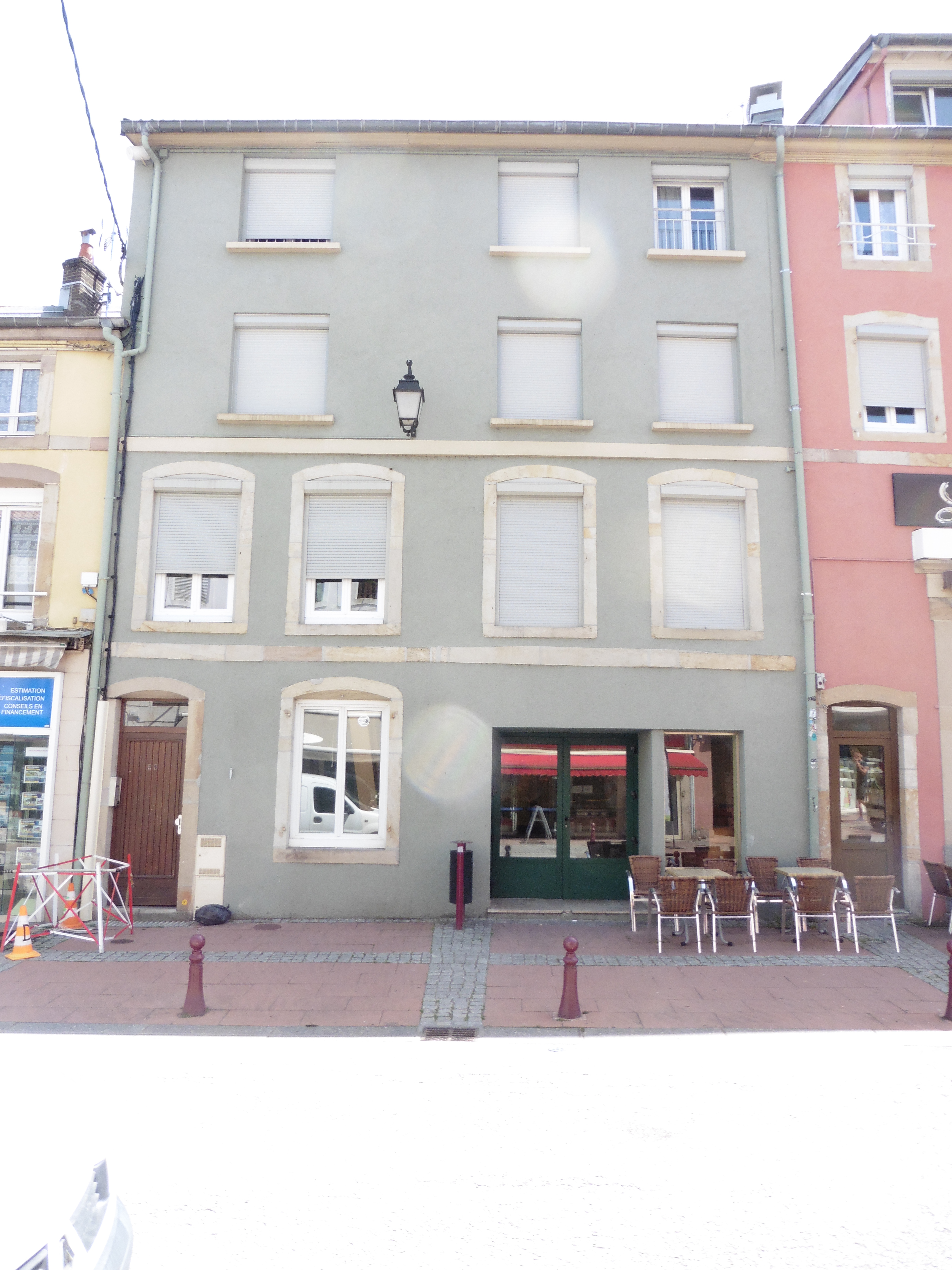
Immeuble situé rue de la Xavée et habité par Bachelard à Remiremont de 1903 à 1905.

Il est d'abord répétiteur de 1902 à 1903 au collège de Sézanne. Mais il se détourne de l'enseignement jugé trop conservateur pour envisager une carrière dans la télégraphie. Littéraire de formation, il emprunte la voie technologique avant de se diriger vers les sciences et les mathématiques. Fasciné par les grandes découvertes de la fin du xixe siècle et du début du xxe siècle (radioactivité, mécaniques quantique et ondulatoire, relativité, électromagnétisme et télégraphie sans fil), il décide d'éprouver la révolution télégraphique au quotidien en épousant une carrière postale. Il devient surnuméraire des Postes et Télégraphes à Remiremont de 1903 à 1905 et prépare un baccalauréat scientifique, tout en travaillant soixante heures par semaine et demeurant dans une petite chambre située au numéro 10 de la rue de la Xavée. Loin d'être accidentelle, cette expérience qui dura plus d'une décennie s'inscrit dans la continuité d'une histoire et se révélera déterminante dans l'élaboration d'une pensée aussi originale que dynamique. Il nous en a laissé quelques traces visibles en examinant l'échelle des concepts liée au téléphone, les profils épistémologiques appliqués à la notion de masse et l'histoire des découvertes. Bachelard donnera une dimension technologique au savoir scientifique. C'est aussi à la Poste qu'il trouva l'expression du risque de la raison face à l'invention. Bachelard a édifié son œuvre pour penser l'improbable nouveauté qu'il a mise en mots sous la forme de la rupture, de la brisure, de la césure, de la coupure et de la fracture, entre la profusion des sentiments et celle des idées, entre les images et les mots. Ces mots et ces images sont nés à Remiremont.
À compter du 10 octobre 1905, il effectue son service militaire comme cavalier télégraphiste au 12e régiment de dragons de Pont-à-Mousson, il est brigadier en octobre 1906 et libéré le 12 août 1907, « certificat de bonne conduite accordé ». Il poursuit alors sa carrière postale en devenant ambulant, puis commis au bureau de la gare de l'Est à Paris jusqu'en 1909 et hors-cadre au central téléphonique de 1909 à 1913, tout en rêvant de devenir ingénieur des Postes et Télégraphes. Il entreprend des études supérieures de mathématiques, de physique et de chimie qui se soldent par l'obtention d'une double licence. Admissible au concours de recrutement des élèves-ingénieurs des Postes et Télégraphes en 1912, il est classé troisième alors que deux places seulement sont disponibles et doit le repasser deux ans plus tard après une préparation dans une classe de "Maths Spé" du lycée Saint-Louis. La guerre brise ce rêve et le fera se tourner vers l'enseignement non sans quelque regret.
Mobilisé le 2 août 1914 au 12e dragon, il passe au 5e régiment de dragons en avril 1915 puis, en septembre 1917, au 8e régiment du génie. Démobilisé le 16 mars 1919, il aura fait 38 mois de tranchées dans les unités combattantes, et reçoit la Croix de guerre avec citation à l'ordre de la 5e division de cavalerie. Sergent le 2 décembre 1916, sous-lieutenant à titre définitif le 15 octobre 1918, lieutenant de territoriale en 1923, il est officier de réserve jusqu'en 1933.

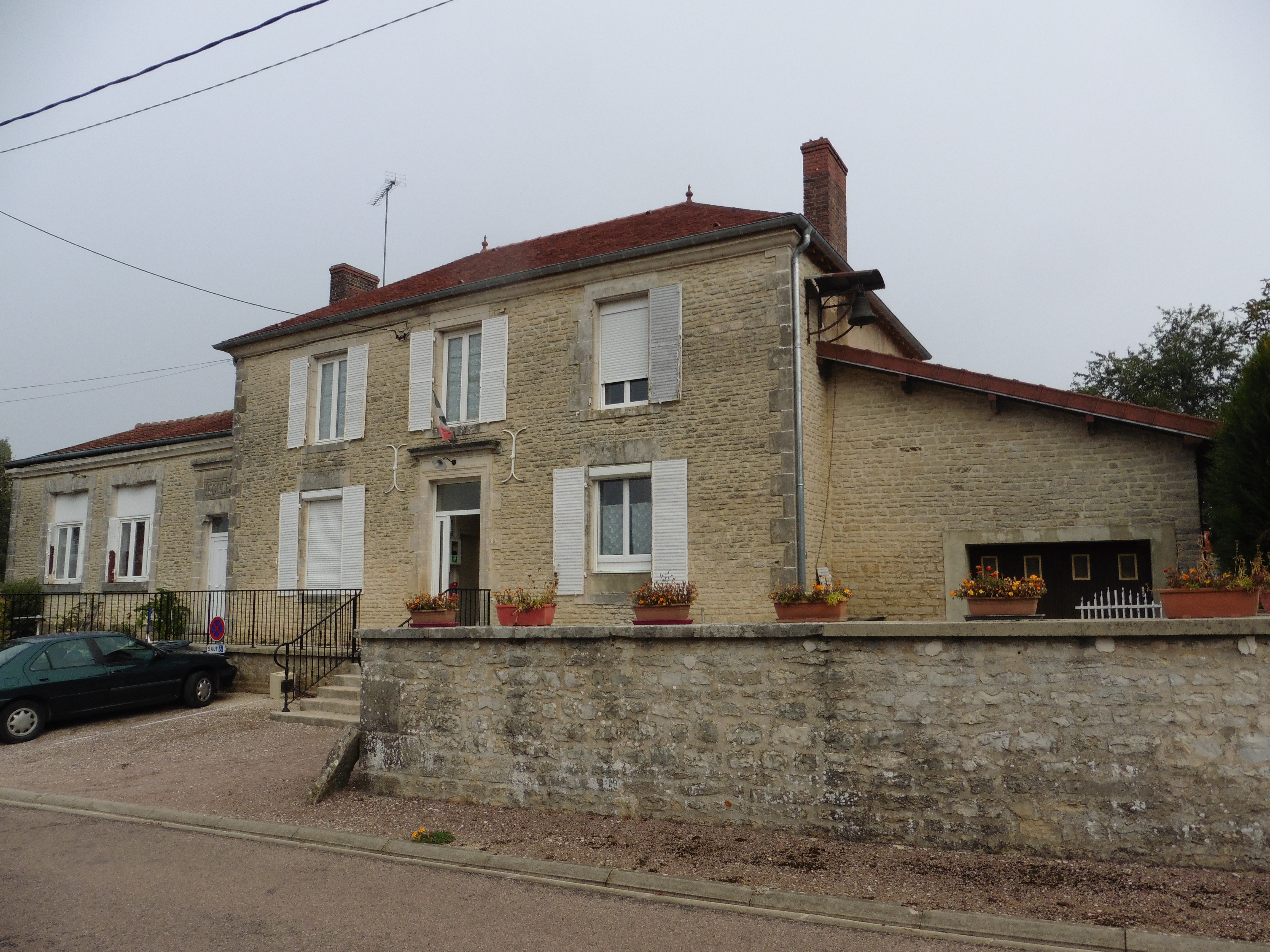
Bachelard s'est marié et a résidé avec sa jeune épouse dans le logement de fonction de la Mairie-école de Maisons-lès-Soulaines de juillet 1914 à octobre 1919.

Il s'était auparavant marié à Maisons-lès-Soulaines le 8 juillet 1914 avec Jeanne Rossi, directrice de l'école. Sur le certificat de mariage figurait par anticipation la mention de "professeur" alors qu'il n'avait donné que quelques cours particuliers en étant en disponibilité de la Poste. Il remplacera son épouse malade au cours d'une permission en qualité d'instituteur de classe unique. L'expérience fut suffisamment concluante pour confier à Louis Guillaume, poète et directeur d'école, son bonheur d'être lu par des éducateurs, son attachement indéfectible à l'école et son désir de l'habiter.

### Professeur et philosophe

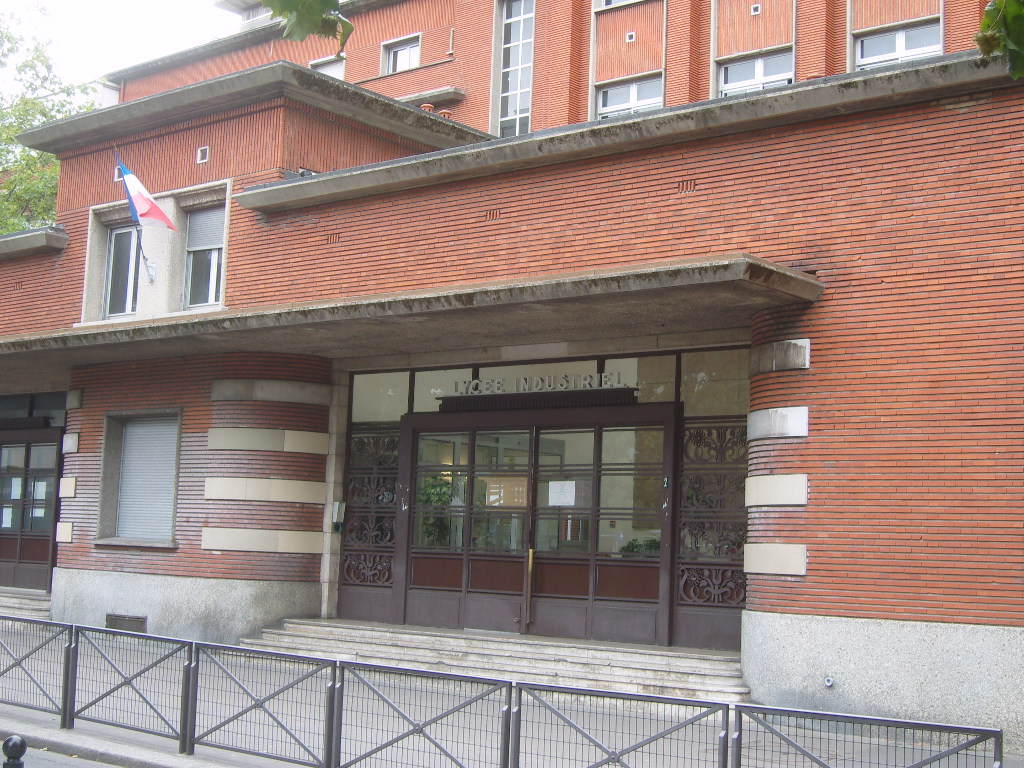
Le lycée professionnel Gaston-Bachelard (Paris 13e), nommé en l'honneur du philosophe qui fut également professeur de physique.

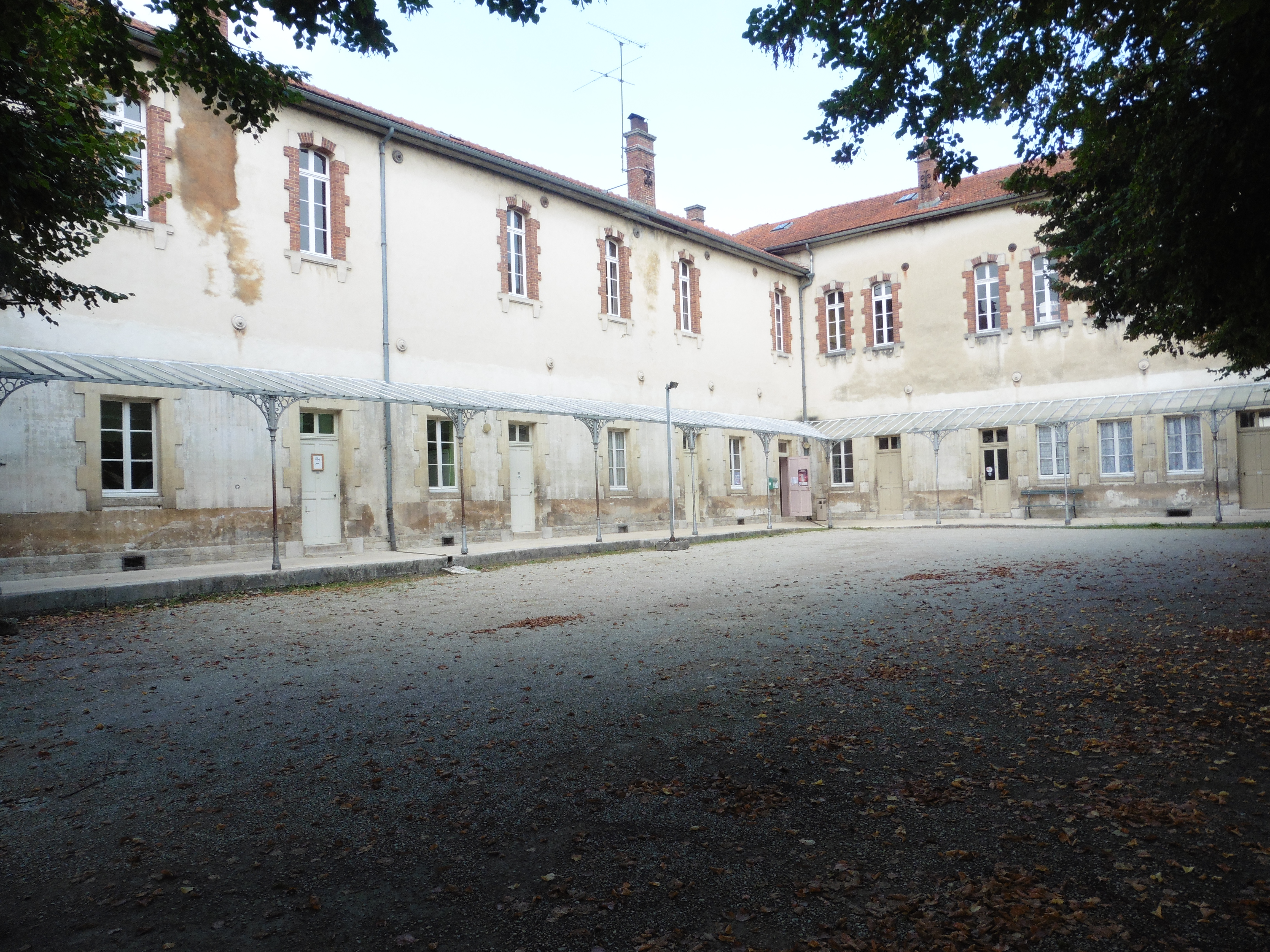
Le collège de Bar-sur-Aube où Bachelard fut élève (1896-1902) et professeur (1919-1930).

Démobilisé en mars 1919 et sans emploi, Bachelard fait la moisson et obtient en octobre un emploi de professeur de physique et de chimie au collège de Bar-sur-Aube. Son épouse est mutée à Voigny. Sa fille Suzanne naît le 18 octobre. Parcourant quotidiennement les six kilomètres à pied qui le séparent de Bar-sur-Aube, il assure un enseignement très polyvalent et s'inscrit en licence de philosophie. Mais le bonheur est de courte durée. Sa femme meurt prématurément en juin 1920. Bachelard élèvera seul sa fille, tout en travaillant avec acharnement,. Commence alors à l'âge de trente-six ans une carrière philosophique tout à fait inattendue. Agrégé en 1922, il acquiert le titre de docteur ès lettres à la Sorbonne en 1927. Ses thèses, soutenues sous les patronages d'Abel Rey et de Léon Brunschvicg, seront publiées. Il est chargé de cours à la faculté des lettres de Dijon à partir d'octobre 1927, mais reste au collège de Bar-sur-Aube jusqu'en 1930. Il s'engage même aux élections municipales de 1929 pour défendre le projet d'un collège pour tous. Il accepte néanmoins un poste de professeur à l'Université de Bourgogne au moment où sa fille Suzanne entre dans le second degré. Il fera de même lors de sa nomination en Sorbonne en qualité de professeur d'université et de directeur de l'Institut d'histoire des sciences et des techniques en 1940, accompagnant sa fille dans ses études supérieures.
Le 25 août 1937, il est fait chevalier de la Légion d'honneur. Il deviendra professeur à la Sorbonne, de 1940 à 1954. Il occupe la chaire d'histoire et de philosophie des sciences, où il succède à Abel Rey, directeur de l'Institut d'histoire des sciences et des techniques (IHST - devenu en 1992 l'IHPST, Institut d'histoire et de philosophie des sciences et des techniques). Il dirige ainsi, à partir de l'automne 1940, la thèse de Jean Gosset, qui sera l'adjoint de Jean Cavaillès, puis son remplaçant comme dirigeant du réseau résistant Cohors-Asturies, avant de mourir en déportation en 1944. Le 10 juillet 1951, Bachelard est promu officier de la Légion d'honneur. Il deviendra ensuite, en 1954, professeur honoraire à la Sorbonne, chargé de l'enseignement correspondant à sa chaire pour l'année universitaire 1954-1955.

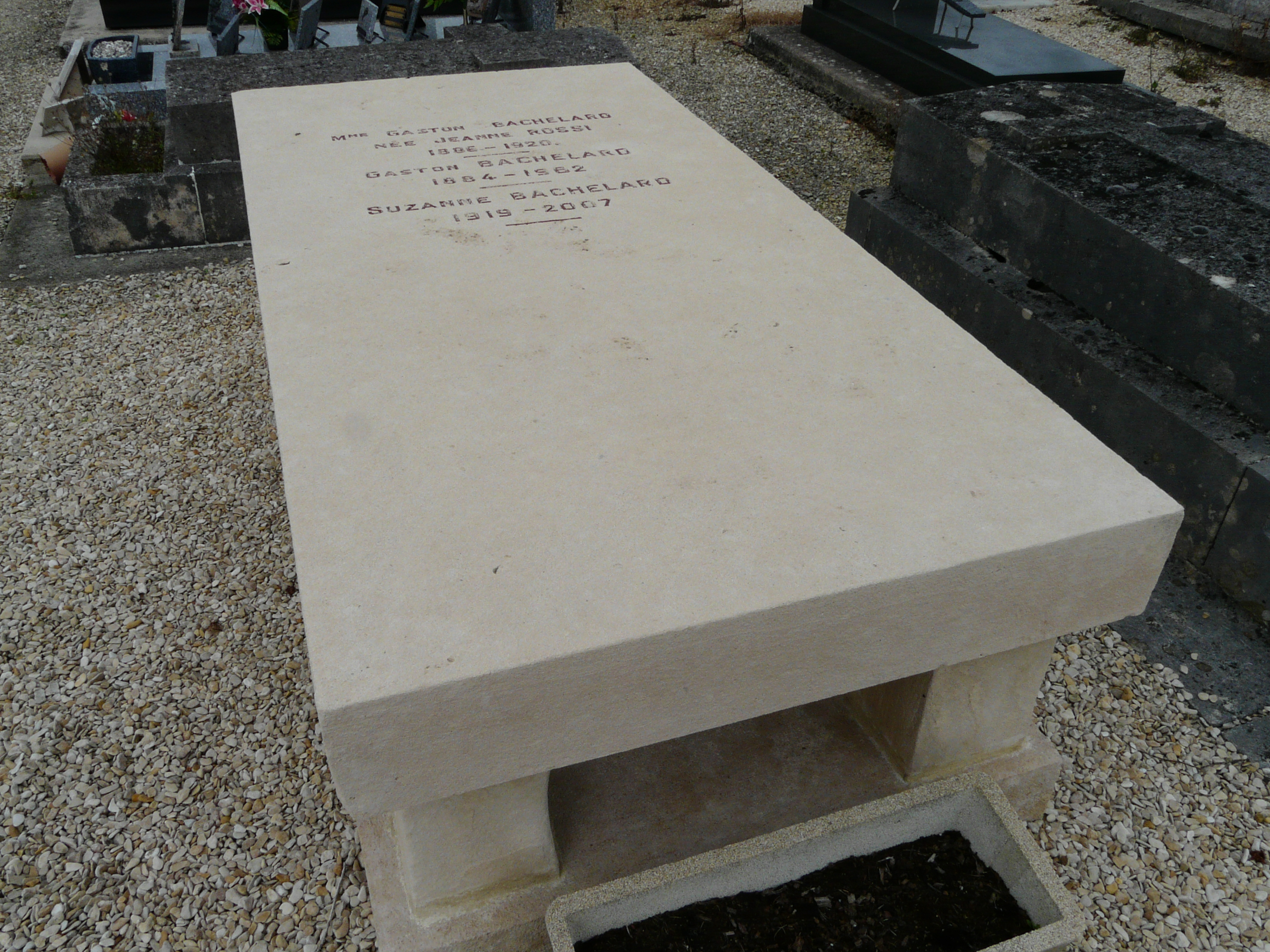
La tombe de Gaston et Suzanne Bachelard à Bar-sur-Aube, ville natale du philosophe.

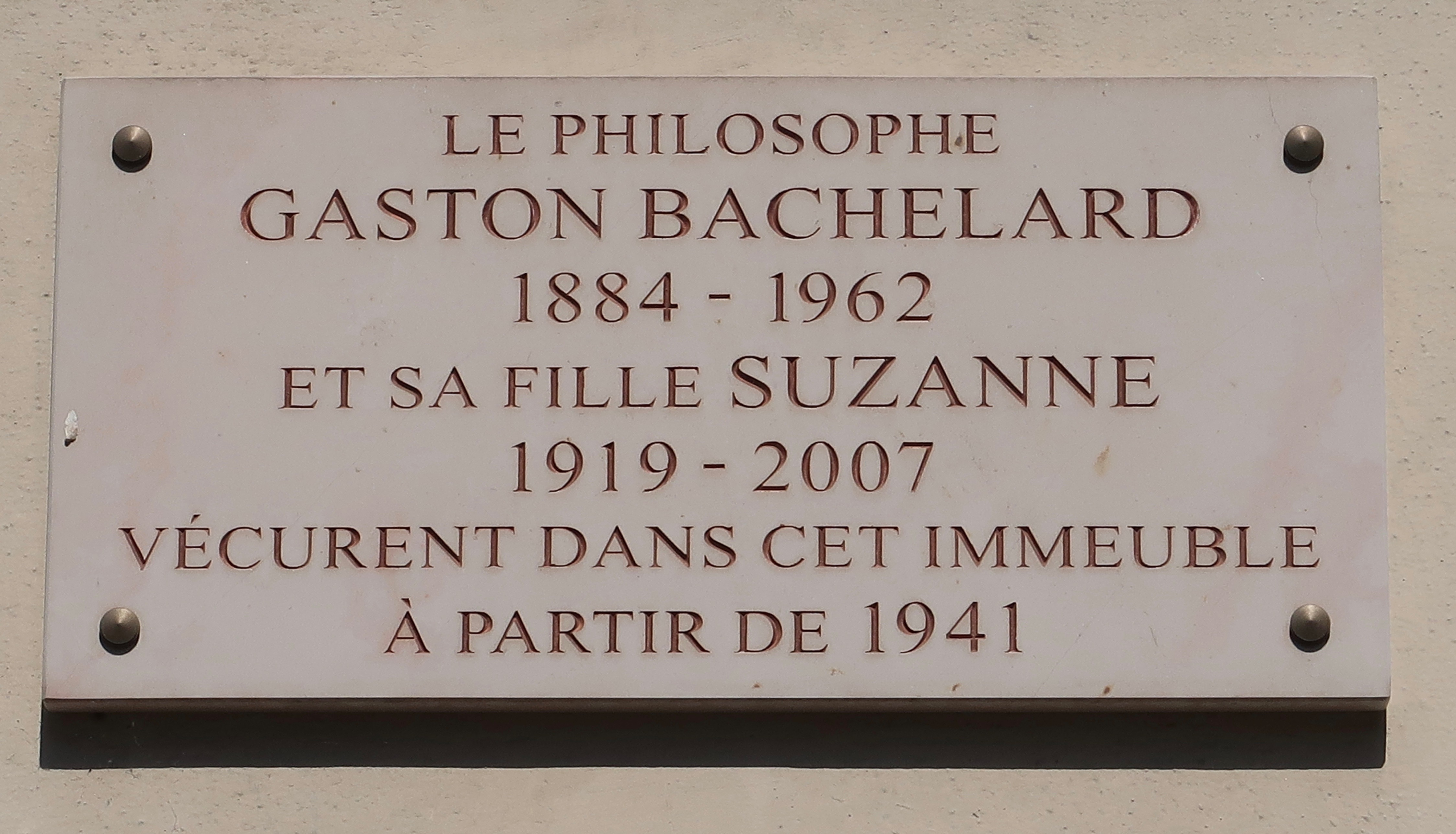
Plaque 2 rue de la Montagne-Sainte-Geneviève (5e arrondissement de Paris), où il vécut avec sa fille Suzanne.

Bachelard est élu à l'Académie des sciences morales et politiques, fauteuil d'Édouard Le Roy, en 1955.
Il est nommé commandeur de l'Ordre du Mérite postal par décret du 24 janvier 1956. Il est fait commandeur de la Légion d'honneur en 1960. Il obtient le 6 novembre 1961 le Grand Prix national des Lettres. Il meurt à Paris le 16 octobre 1962, et il sera inhumé le 19 à Bar-sur-Aube.

## Philosophe et citoyen

### Philosophe féministe
Il faut remarquer, dans son parcours singulier, le souci qui a été le sien de veiller à l'épanouissement de sa fille, tant l'époque était très marquée par le clivage des sexes et des fonctions. Allant à l'encontre des stéréotypes sexistes, il veut faire de sa fille une savante. Suzanne sera mathématicienne et philosophe et pourra développer des recherches phénoménologiques et épistémologiques de haute tenue, notamment sur Edmund Husserl, mener une carrière universitaire brillante et diriger le centre national d'études d'histoire et de philosophie des sciences alors que peu de femmes avaient accès à ce type de fonction et seulement à peine un demi-siècle après la première licenciée ès lettres, Julie-Victoire Daubié.
Il se distingue aussi de ses contemporains par l'attention qu'il accorde aux travaux des chercheuses contemporaines. Dans son ouvrage publié en 1940, La Philosophie du non : essai d'une philosophie du nouvel esprit scientifique, il cite les travaux de la jeune chercheuse en philosophie Paulette Destouches-Février.
Bachelard a le souci de l'égalité. C'est lui qui prend en charge l'ensemble des tâches domestiques. Et il sait bien, parmi les premiers, interroger la langue qui lui semble forger à tort la supériorité du masculin sur le féminin. Il dénonce le vocabulaire qu'il juge trop « partial » parce qu'il « privilégie le masculin en traitant bien souvent le féminin comme un genre dérivé, subalterne ». Il questionne la grammaire comme le font aujourd'hui de nombreuses féministes. Il souhaite « rouvrir, dans les mots eux-mêmes, des profondeurs féminines » tout en rendant hommage au Deuxième sexe de Simone de Beauvoir en louant ses « analyses qui touchent le fond des problèmes ».

### Philosophe sensible à l'écologie sociale
Son appartenance sociale à un milieu modeste le conduit à se sentir plus proche du peuple que des puissants. Il rappelle en 1961 qu'il n'habitait pas « la Champagne des riches marchands de champagne », n'évoquant jamais Reims ni Épernay. Il avait précisé aussi quelques années plus tôt ses choix éthiques et sociaux en préférant aux oisifs qui tirent parti du travail des autres, aux politiques soucieux de leur puissance, les travailleurs de la matière ou « l'union des travailleurs de la preuve ».
Sensible à la misère humaine, Bachelard possède une fibre sociale. Il sait s'inspirer du solidarisme de Léon Bourgeois, sénateur radical de la Marne, en préconisant « l'institution d'une technique sociale qui permette aux hommes […] de supprimer ou d'amoindrir cette misère faite d'injustices sociales évidentes ». Non-héritier, il sait que, pour les gens du peuple, rien n'est donné et tout est à construire. Cela devient le principe de lecture de la science moderne.
On note également une sensibilité écologiste lorsqu'il déplore l'outrage à la nature que constitue « la rivière souillée par les égouts et les usines ». Il est horrifié de voir le spectacle affligeant de tant « de fontaines souillées dans nos campagnes » et s'indigne en esthète devant « cette grande beauté naturelle ternie par les hommes ». Il met en garde contre les risques encourus par un usage irréfléchi de la puissance scientifique.
Néanmoins, la question politique n'est pas au cœur des préoccupations du philosophe. Mise à part sa participation infructueuse au conseil municipal de Bar-sur-Aube, on ne lui connaît aucun engagement notable. Ses choix sont exclusivement éthiques. Il subit l'occupation allemande en 1940 et éprouve de fortes sympathies pour la Résistance. Il découvrit en 1942 Liberté de Paul Éluard, et en apprécia particulièrement le contenu subversif. Il fut proche des philosophes de la Résistance. On compte parmi eux Jean Cavaillès, qui fut arrêté et fusillé en 1944 à la Citadelle d'Arras, avec une centaine d'autres martyrs victimes de la barbarie nazie, en dépit de l'intervention de Bachelard lui-même pour le sauver. Il lui rendit un hommage appuyé en 1950.

## Influences reçues

### Place au sein de l'épistémologie française
Bachelard s'inspire du positivisme d'Auguste Comte pour fonder une approche moderniste, méthodique et historique de la science. Il substitue à la loi des trois états sa propre vision du processus scientifique, dont les étapes principales sont le « réalisme naïf », le « rationalisme » et le « surrationalisme » (ou « rationalisme dialectique »). Bachelard s'oppose cependant à la conception continuiste de l'histoire des sciences, qui est celle du positivisme, et la remplace par sa propre conception discontinuiste (par ruptures et polémiques), proche de celle d'Alexandre Koyré et plus tard de celle de Thomas S. Kuhn.
Bachelard critique la conception du temps et du réel de Bergson dans L'Intuition de l'instant (1932) et La Dialectique de la durée (1936, rééd. en 1950), ses « deux seuls livres ouvertement métaphysiques » selon Pascal Nouvel, spécialiste de philosophie des sciences. Bachelard récuse en effet la notion bergsonienne de « continuité ». Pour Bachelard, le temps est au contraire une « suite d'instants ». C'est la volonté qui institue une cohésion entre les instants, et nous fait penser à une durée continue, qui n'est pas la définition réelle du temps.
Mais Bachelard reçoit l'influence de la philosophie bergsonienne de la mobilité, citée nommément à de nombreuses reprises dans L'Air et les Songes (1943).
Parmi ses contemporains, la philosophie des sciences de Bachelard est proche de celle de Ferdinand Gonseth concernant la logique mathématique. Ce dernier considérait la logique comme « une physique de l'objet quelconque » et soutenait qu'il n'est pas possible de faire le partage, dans les assertions mathématiques, entre ce qui est pure logique et contenu de réalité.
Bachelard est considéré comme un précurseur par les tenants contemporains du constructivisme épistémologique, notamment Jean-Louis Le Moigne.

### Philosophie allemande
Bachelard reçoit l'influence de trois principaux courants de pensée : l'épistémologie française d'obédience positiviste, Kant et les « postkantiens » (Novalis, Hegel, Schopenhauer, Nietzsche), enfin la psychanalyse, surtout jungienne. Jean-Jacques Wunenburger explique que Bachelard fait communiquer la tradition française, faite de clarté et de rationalité analytique, avec la tradition allemande, faite de poésie et d'images synthétiques de la Nature. Il est positiviste en philosophie des sciences et romantique en philosophie de la poésie, mais Wunenburger ajoute que Bachelard ne maintient pas cette dualité de façon indépassable, au contraire il cherche à réduire le fossé entre les deux traditions. C'est la « pensée rhénane » de Bachelard. Ce dernier tente d'éviter deux écueils : n'admettre que la raison positiviste, ou bien se perdre dans une vision extatique du monde.
Bachelard reprend à Kant l'idée que la théorie est logiquement antérieure à l'expérience et informe celle-ci. La connaissance objective est une reconstruction de l'expérience sensible, laquelle n'est jamais donnée ou immédiate. Mais Bachelard critique le caractère a priori (universellement valide) que Kant assigne aux catégories. Les théories sont majoritairement erronées et la science avance en se corrigeant continuellement.
Il reprend à Hegel l'idée que la rationalité est essentiellement « dialectique », c'est-à-dire en mouvement. La connaissance scientifique est un aller et retour permanent entre la raison et l'expérience, et la raison se corrige elle-même, elle ne produit pas des théories figées, mais des théories qui évoluent. Bachelard propose ainsi une définition de la rationalité complexe et subtile, qui suit les articulations de son objet en l'intériorisant. Mais il critique le caractère « clos » de la dialectique hégélienne, qui se referme sur elle-même et forme un système achevé. Il élabore au contraire une raison « ouverte », qui se réforme et qui produit constamment, faisant avancer le savoir humain sans limite définie.

### Psychanalyse

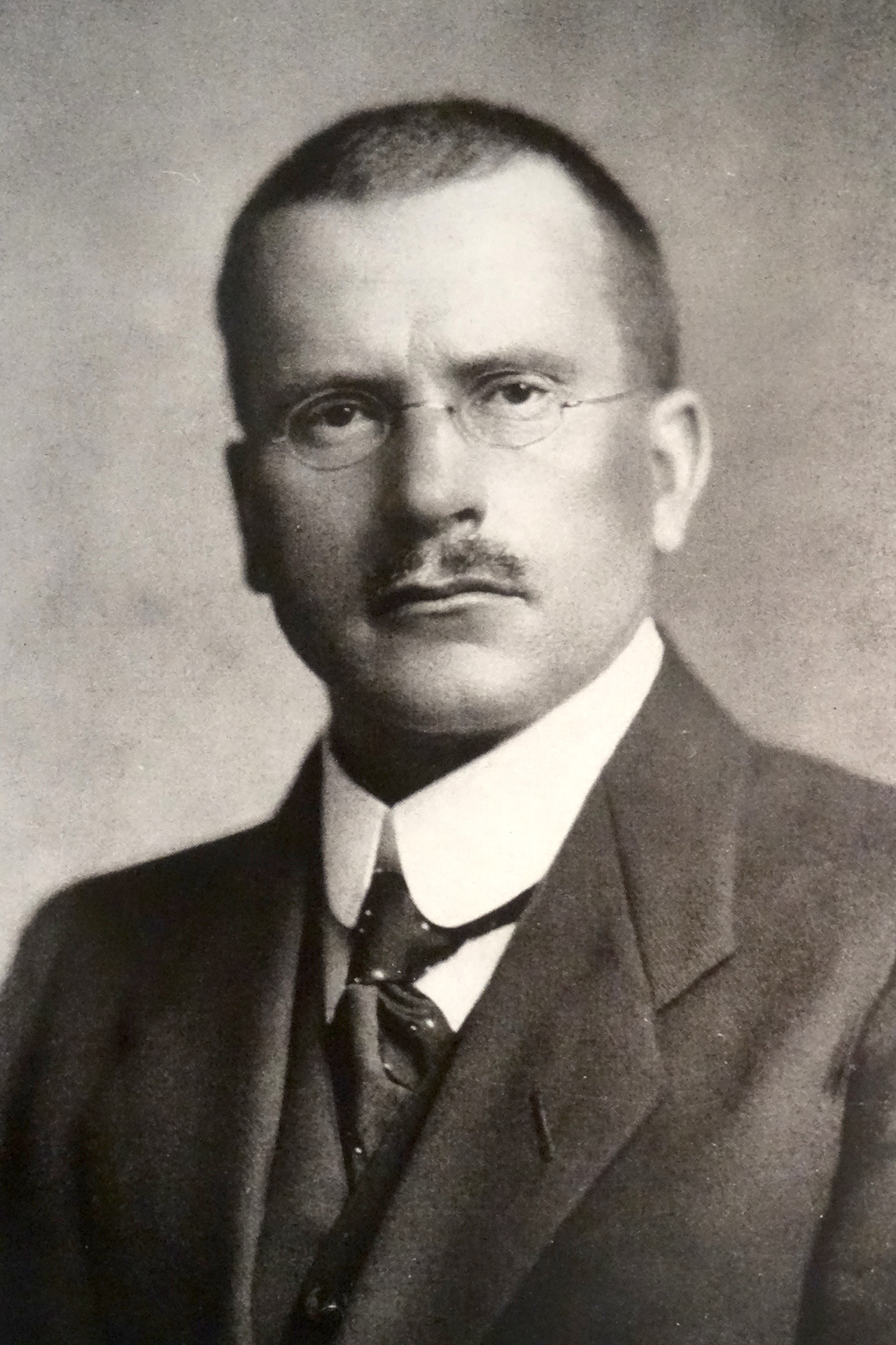
Les travaux du psychologue analytique Carl Gustav Jung ont inspiré à Bachelard méthode et objets d'étude.

Bachelard réinterprète les conceptions psychanalytiques de Freud (inconscient, censure, rêve, libido), qu'il utilise à la fois dans son épistémologie (conçue comme une psychanalyse de la connaissance objective) et dans sa poétique (conçue comme une psychanalyse de l'imagination subjective). Ses deux ouvrages de 1938, La Psychanalyse du feu et La Formation de l'esprit scientifique, introduisent la psychanalyse dans sa pensée. Bachelard utilise cependant davantage les idées de C.G. Jung, de Marie Bonaparte, de Françoise Dolto et de Charles Baudouin que de Freud lui-même.
Bachelard reprend à C.G. Jung sa théorie des symboles et sa notion d'archétype. Sa lecture de C.G. Jung, mais aussi des surréalistes l'amène à comprendre l'imaginaire et non la perception comme l'origine première de la vie psychique. Il écrit : « Nous emprunterons alors la plupart de nos arguments à la Psychologie des profondeurs » et « nous allons réunir et compléter les observations de C.G. Jung en attirant l'attention sur la faiblesse des explications rationnelles [utilitaires] ».
Face à la multiplication des références faites par les psychanalystes à l'œuvre de Bachelard, précisons la contribution de la pensée de ce philosophe et historien de l’avènement de l’esprit scientifique faite au domaine de la psychologie au sens large, afin d'en comprendre l'imbrication avec le rêve-éveillé en psychanalyse.
À la lumière de l'œuvre écrite, le psychanalyste Louis Coste explique que Bachelard est un rationaliste qui considère que la conscience humaine est tendue vers l’abstraction. Mais au lieu de rejeter le monde du sensible, il décrit et classe les catégories de la rêverie. Bachelard écrit : « Un esprit préscientifique, au moment où vous tentez de l'embarrasser par des objections sur un réalisme initial, sur sa prétention à saisir, du premier geste, son objet développe toujours la psychologie de cette stimulation qui est la vraie valeur de conviction, sans jamais en venir systématiquement à la psychologie du contrôle objectif ». Il en conclut que le monde fait de rêverie, d’imagination et de poésie est celui de l’image qui est indépendant du monde rationnel du concept, en affirmant qu'« Il faut donc accepter une véritable rupture entre la connaissance sensible et la connaissance scientifique ».
À cette unique condition l’Homme peut atteindre « la physique de la sérénité » et devenir un être en harmonie parfaite avec le cosmos. Bachelard écrit que « c'est dans cette lumière, sur ces hauteurs, avec la conscience de l'être aérien que se constitue cette physique de la sérénité qui nous paraît caractériser l'œuvre de Robert Desoille. L'élévation de l'âme va de pair avec sa sérénité ». La métaphore de la physique de la sérénité semble contredire la validité de la segmentation opérée par Bachelard[réf. nécessaire].
Quant au statut de l’inconscient, Bachelard admet certes, l’inconscient freudien, l’inconscient jungien et admire aussi l’œuvre de Robert Desoille, au sens où tous ces travaux contribuent à l’éclosion et à l’affermissement de la puissance créatrice de l’être humain. Car, pour Bachelard, l'homme est ergothérapeute de soi[réf. nécessaire]. Il écrit en effet que « L'être forgeant accepte le défi de l'univers dressé contre lui ». Nous sommes aux antipodes de la mise en avant de la nécessité du transfert, puisque la solitude au contraire, rapproche l’Homme de sa vraie nature cosmique. D'où cette conviction que l’être, par la rêverie, se dilate au cosmos, et s’y fond comme dans une Grande Mère Nature. Mais aussi que, par une tension opérée dans le sens opposé, celui de la condensation et de l’abstraction, l’Homme adhère également au cosmos.

Finalement, pour Bachelard, la notion même d’individu est, comme l’axiome, un moyen de prospection dans l’univers et non pas une fin. Car il n’est jamais sûr que ce soit le sujet qui pense. Bachelard est même convaincu que l’univers pense le sujet. Il écrit que 
« La rêverie poétique est une rêverie cosmique […] Elle donne au moi un non-moi ; le non-moi mien. C'est ce non-moi qui enchante le moi du rêveur et que les poètes savent nous faire partager. Pour mon moi rêveur, c'est ce non-moi mien qui me permet de vivre ma confiance d'être au monde. »
Position dont l’interprétation poussée à la limite, se trouve en adéquation avec celle de Spinoza et d'Einstein : la liberté de l’être humain se limite à choisir les moyens qui vont l’amener à saisir ce qui, dans l’espace-temps, le situe.

## Philosophie de l'éducation
La pédagogie occupe une place centrale dans la philosophie de Bachelard. Pour lui, le philosophe est avant tout « un professeur de sagesse » et non un simple sage. « J'étais sans doute plus professeur que philosophe », avouera-t-il en 1949 en réponse à l'étonnement de Léon Brunschvicg devant l'importance accordée « à l'aspect pédagogique des notions scientifiques ». C'est à partir de son expérience pédagogique à laquelle il était très attaché qu'il a construit sa philosophie. Il y fait sans cesse référence et lui consacre même un livre majeur. Elle est la source de l'épistémologie historique et éclaire la construction des connaissances. Le concept de formation qu'il introduit et qu'il complète par ceux de refonte et de réorganisation aura toujours cette double face, à la fois pédagogique et épistémologique, tant la philosophie de l'éducation est indissociable de celle des sciences.

### L'ignorance n'est pas négligence
Jusqu'alors l'erreur était une faute et la difficulté, un obstacle à éviter plutôt qu'à surmonter. La science déterministe avait coutume d'éliminer les problèmes. Le nouvel esprit scientifique fait de la connaissance une erreur rectifiée et de la compréhension un malentendu surmonté. Le nouvel esprit pédagogique découvre, derrière l'ignorance apparente, une structure constituée de représentations cohérentes. L'élève qui ne sait pas n'est pas ignorant par négligence ni mauvaise volonté, il est soumis à ses représentations qui le ferment à d'autres manières de concevoir. Non seulement, son imaginaire l'empêche de voir et de connaître en le détournant du vrai, mais il s'impose avec force. Il y a une dynamique de l'ignorance. L'élève en est resté à la science du XVIIIe siècle et les obstacles pédagogiques actuels éclairent les obstacles épistémologiques antérieurs. La malveillance attribuée aux élèves en échec révèle l'ignorance du maître. La bienveillance magistrale n'est donc plus seulement une vertu, elle est une nécessité pédagogique. Tant que les obstacles sont là, il lui faut les comprendre, tant que les élèves buttent sur les nouvelles connaissances, il lui faut les aider à vaincre ces résistances.
Bachelard collecte et classe les obstacles d'ordre méthodologique, philosophique et psychologique qui entravent l'accès à la connaissance dans La Formation de l'esprit scientifique. Il en effectue une typologie et les analyse en les illustrant. Il conclut en l'inanité du redoublement puisqu'il ne s'agit pas de répéter pour comprendre, mais "de changer de culture expérimentale, de renverser les obstacles déjà amoncelés par la vie quotidienne. Et lorsque cette résistance sera trop forte, la psychanalyse bachelardienne, centrée sur le déplacement des intérêts subjectifs et la réorientation du regard de l'image vers l'objet et non sur la reconstruction freudienne d'une histoire singulière, viendra éliminer toute connivence entre le sujet et l'objet grâce à un travail cathartique de purification des représentations. Le chemin pédagogique révélera alors des voies nouvelles, celles de la rêverie poétique que Bachelard explorera jusqu'à la fin de sa vie.

### Construire une pédagogie du non
Mais la création des notions d'obstacles et de parcours ne sont possibles qu'en vertu d'une expérience pédagogique qui privilégie les apprentissages des élèves. Bachelard s'est détourné très tôt de l'enseignement traditionnel pour éprouver à la Poste la construction de nouvelles connaissances et de nouveaux savoirs. De retour à l'école dix-sept ans plus tard, il juge le conservatisme inacceptable et promeut l'ouverture à l'expérimentation, aux découvertes et aux inventions parce que l'on ne s'instruit qu'en construisant. Si l'enseignant se contente de reproduire son capital culturel, il cesse de se questionner et finit toujours par n'accepter que ce qui confirme ce qu'il sait. La répétition fustige les erreurs pourtant fécondes et entrave le libre exercice de la raison. Le professeur, arc-bouté sur son savoir figé et jalousement conservé, exige l'obéissance aveugle et immobilise la réflexion. Face à cet autoritarisme croissant, Bachelard considère la désobéissance comme un atout et préconise une relation professeur/élèves dialectique et féconde qu'il résume en une formule désormais célèbre, "qui enseigne est enseigné" et dont la réciproque "qui est enseigné enseigne" rend indissociable l'apprentissage de sa transmission. À l'inverse du pédagogue rivé sur son programme figé et sur sa discipline étroitement circonscrite, Bachelard enseignera quasiment toutes les disciplines et se montrera critique à l'égard des manuels et des programmes de mathématiques, de sciences, d'histoire-géographie ou même de musique. C'est en pensant contre que Bachelard élabore sa pensée.
C'est aussi dans la polyvalence que Bachelard apprend à mieux connaître ses élèves. Il n'oubliera pas sa brève expérience d'instituteur qu'il combinera avantageusement avec celle de père. Il est un grand observateur des enfants et de leurs besoins. Comme Jean Piaget et Françoise Dolto, qu'il a d'ailleurs lue et citée à plusieurs reprises, il s'attache aux enfants et à leur développement, sans chercher à modéliser leur manière d'être et de faire. Pour enrichir ses analyses, il se référera souvent à Pierre Janet et à la psychanalyste Marie Bonaparte. Selon lui, l'éducation repose sur la confiance et la liberté. La démarche est respectueuse du sujet et de son développement. Elle n'impose pas une performance, elle prend appui sur les besoins manifestes, intégrant aussi bien le positif que le négatif, parties prenantes de la construction des apprentissages.
Les premières observations des enfants sur lesquelles s'élaborent la conduite éducative sont précoces et datent de 1933. Antérieures à La Formation de l'esprit scientifique dont elles ont préparé la genèse, elles figurent dans Les Intuitions atomistiques qui relatent le regard de l'enfant découvrant le fonctionnement du sablier et le comptage digital. Un an plus tard, Bachelard cite Pierre Janet relativement à « la conduite du panier ». Il persiste en 1936, en soulignant le rôle positif du non dans l'éducation. Mais c'est dans La Formation de l'esprit scientifique et dans les études sur les rêveries que les analyses psychologiques et éducatives prennent toute leur place. Bachelard y aborde tour à tour les apprentissages moteurs - la marche et la natation -, la naissance du langage, les apprentissages cognitifs à travers les premières curiosités et les premières représentations, ainsi que l'éducation à la propreté et à la sexualité. Et c'est l'attention portée aux élèves " au cours d'un enseignement déjà long et divers « qui le conduit à identifier les images projetées » contre lesquelles la connaissance doit se construire.
Ce parti pris éducatif et pédagogique renforce son approche critique des pratiques éducatives alors en vigueur. Il dénonce les matériaux pauvres et uniformes offerts aux enfants et le bridage de leur spontanéité. Il souligne l'inadéquation des rythmes scolaires aux besoins naturels. Il dénonce les pratiques punitives et répressives, tout en préconisant l'éveil de l'intelligence scientifique à la faveur de situations-problèmes.

### Penser les troubles et faire œuvre de résilience
Bachelard s'intéresse également à de nombreux travaux psychiatriques qui visent à comprendre le « domaine des aberrations, des vésanies, des accidents passagers qui mettent une pénombre autour des âmes les plus claires ». Il prend connaissance des travaux du philosophe ingénieur Alfred Korzybski (1879-1950) dont Michel Houellebecq s'est inspiré pour La Carte et le Territoire et qui attribue à un langage trop figé et à des concepts enkystés la cause majeure de la schizophrénie. Entre le réel évolutif et le langage inflexible, l'individu porteur de troubles schizophréniques éprouve une profonde rupture et s'enferme dans un monolinguisme qui le coupe du réel et du social. Un enseignant, installé dans une routine et la nostalgie d'un passé encombrant, n'en est pas à l'abri, à moins de procéder à une psychanalyse qui redynamise le psychisme. La bonne nouvelle, c'est que l'on peut en sortir. Pour Bachelard, un cerveau figé a toujours la possibilité de se remettre à découvrir et à inventer. Il y a une réelle confiance dans les possibilités psychiques, à condition de se garder précisément de ces jugements définitifs qui menacent la santé mentale autant de ceux qui les formulent que de ceux à qui ils s'adressent.
Bachelard souligne l'intérêt de la « méthode korzybskienne » qui a des résultats probants auprès de ceux qu'on appelait alors « les adolescents arriérés », « les débiles », « les idiots » et « les imbéciles » comme auprès des « schizophrènes ». Il la rapproche de ses thèses sur la vertu de l'induction et des révolutions scientifiques qui ont marqué la physique, la géométrie et la chimie. C'est le non-euclidisme et le non-aristotélisme qui en sont la clé, en ce qu'ils cessent de penser un espace et un temps absolus et de construire un seul type de parallèle perçu comme unique et inconditionnel. Il faut apprendre la variabilité des notions, éduquer à la segmentation des totalisations hâtives et à la déformation des concepts grâce à la « méthode du labyrinthe ». Confrontés à des choix multiples d'ordre conceptuel, le sujet ne peut se contenter d'une perspective bloquante et univoque, il doit faire face à « une pluralité d'interprétations », à des concepts carrefours, le sommant de s'ouvrir à l'invention et à la réflexion. Insensiblement, il adoptera un langage plus fonctionnel qu'ontologique.
Ce n'est donc pas la structure qui fonctionne ou le substrat qui rayonne, c'est la fonction qui, en s'exerçant, développe la structure dont elle est l'expression. Si la fonction est faible, les troubles naissent, si elle est forte, la structure sera particulièrement bien équipée. En déployant une intense activité rationnelle, la raison ne pourra que se complexifier. Le salut est pédagogique et il ne peut s'atteindre que dans le cadre d'une pédagogie active. Face aux troubles des apprentissages, c'est la pratique des mathématiques qui sauve l'esprit de ses égarements.
Bachelard élargira sa réflexion à l'ensemble des différences (troubles du comportement, handicap sensoriel notamment) en interrogeant toujours la situation d'apprentissage et ses variables. Loin de figer les réponses éducatives, il s'inscrit dans leur diversification parce qu'il choisit de comprendre l'impensable. Ce terrain inattendu souligne l'importance de la coopération et de la mutualisation dans la construction des apprentissages, préfigure la construction des sciences de l'éducation et le conduit à la découverte d'une intelligence collective dont la puissance régulatrice et stimulante ouvrira de nouvelles perspectives aux collectifs d'apprenants.

## Philosophie des sciences

### Divergences avec l'épistémologie viennoise

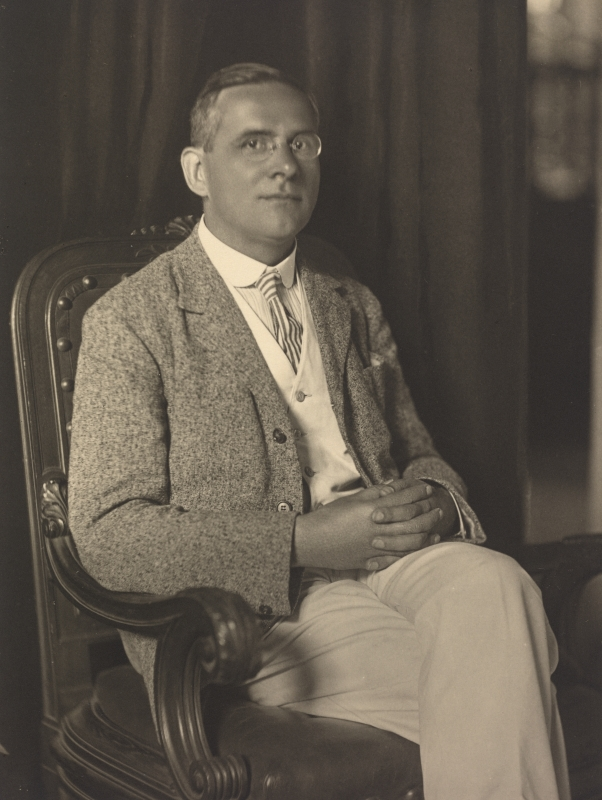
Le chef de file du Cercle de Vienne, Moritz Schlick, en 1930. L'épistémologie de Bachelard prend une voie différente de celle des néopositivistes.

Bachelard et d'autres philosophes français des sciences ont eu de profonds désaccords avec l'empirisme logique concernant à la fois le statut de la logique, et donc des mathématiques qui ne seraient pas une syntaxe universelle, et le rôle de l'observation et de l'expérimentation dans le processus scientifique, et des outils et instruments utilisés témoins d'un objectif recherché.
L'empirisme logique soutient un « désengagement ontologique radical » et ne se soucie pas du « contexte de la découverte », contrairement à l'épistémologie bachelardienne. Cela veut dire que l'empirisme logique a décidé d'abandonner la métaphysique, la question du « pourquoi ? » et la spéculation sur la réalité, pour ne conserver que l'analyse et la construction logique des énoncés, laissant à la science le soin de décrire les phénomènes. L'empirisme logique a également abandonné l'étude du contexte historique, social, politique de la découverte scientifique, au contraire de Bachelard et ses successeurs de l'épistémologie historique française (Canguilhem, Althusser, Foucault), qui étudient les mentalités et les idéologies liées aux théories scientifiques.
Pierre Jacob, spécialiste français du Cercle de Vienne et de philosophie des neurosciences, estime que les héritiers de Gaston Bachelard en matière d'épistémologie, comme Althusser ou Foucault, ont retenu essentiellement « les quatre thèses suivantes ».
Première thèse : les instruments scientifiques sont des « théories matérialisées » (c'est la « phénoménotechnique »). Et donc toute théorie est une pratique. Deuxième thèse : toute étude épistémologique doit être historique. Troisième thèse : il existe une double discontinuité : d'une part entre le sens commun et les théories scientifiques ; d'autre part entre les théories scientifiques qui se succèdent au cours de l'histoire. C'est la « rupture épistémologique ». Quatrième thèse : aucune philosophie (traditionnelle) prise individuellement (ni l'empirisme, ni le rationalisme, ni le matérialisme, ni l'idéalisme) n'est capable de décrire adéquatement les théories de la physique moderne. C'est le « polyphilosophisme » ou la « philosophie du non ». « Bref, affirme-t-il, il faut rendre à la raison humaine sa fonction de turbulence et d’agressivité. On contribuera ainsi à fonder un surrationalisme qui multipliera les occasions de penser.»
Bachelard soutient en effet qu'il faut construire une nouvelle philosophie de la science et une nouvelle métaphysique à chaque nouvelle théorie scientifique d'importance. C'est ce qu'il s'emploie à faire dans Le Nouvel Esprit scientifique et dans La Philosophie du non, où Bachelard s'attelle à la définition d'une épistémologie « non-cartésienne » et d'une logique « non-aristotélicienne ».

### Le nouvel esprit scientifique

Représentation d'un espace non euclidien. Bachelard cherche à tirer les conséquences métaphysiques de la révolution géométrique opérée par Lobatchevski.

Dans son ouvrage essentiel Le Nouvel Esprit scientifique (1934), Gaston Bachelard opère un dépassement du débat entre l'empirisme et le rationalisme, tout comme Karl Popper, un auteur avec qui on l'oppose parfois. Pour Bachelard, le « rationalisme appliqué » se trouve au centre d'un spectre épistémologique dont les deux extrémités sont constituées par l'idéalisme et le réalisme. Bachelard développe son épistémologie en relation étroite avec les dernières nouveautés scientifiques de son époque, entre 1928 et 1953 : la relativité générale et la mécanique quantique.
Pour Georges Canguilhem, son continuateur qui s'intéresse surtout aux sciences médicales et biologiques, « En 1934 Le Nouvel Esprit scientifique vient frapper de stupeur bien des philosophes. Dès le début, Bachelard proclame que « la science crée de la philosophie » ». Véronique Le Ru, spécialiste de la pensée du philosophe, ajoute que « Bachelard opère ainsi une véritable révolution copernicienne : alors que traditionnellement, la philosophie est posée comme la reine des sciences, la science est désormais pensée comme ce qui donne du grain à moudre aux philosophes ».
La « philosophie du non » de Bachelard pose la question de savoir pourquoi il faut parler de « géométrie non euclidienne » ou de « mécanique non newtonienne ». Bachelard répond : « La généralisation du non doit inclure ce qu'elle nie » et aussi « En fait tout l'essor de la pensée scientifique depuis un siècle provient de telles généralisations dialectiques avec enveloppement de ce qu'on nie ». C'est donc une négation certes, mais constructive et enveloppante.
Armé de son expérience d'enseignant de sciences physiques en lycée, Bachelard considère que l'essentiel de la pédagogie dans les sciences consiste à éveiller les élèves au « sens du problème » car les problèmes ne se posent pas d'eux-mêmes. Toute connaissance est la réponse à un questionnement.
Ses idées ayant de nombreuses affinités avec celles de Ferdinand Gonseth, il contribue avec celui-ci à la création et au rayonnement de la revue Dialectica en 1947.
Bachelard est classé par Jean-Louis Le Moigne parmi les précurseurs du constructivisme épistémologique. Bachelard résume sa critique de l'opinion non construite ainsi :

« L'esprit scientifique nous interdit d'avoir une opinion sur des questions que nous ne comprenons pas, sur des questions que nous ne savons pas formuler clairement. Avant tout, il faut savoir poser des problèmes. Et quoi qu'on dise, dans la vie scientifique, les problèmes ne se posent pas d'eux-mêmes. C'est précisément ce sens du problème qui donne la marque du véritable esprit scientifique. Pour un esprit scientifique, toute connaissance est une réponse à une question. S’il n’y a pas eu de question, il ne peut y avoir connaissance scientifique. Rien ne va de soi. Rien n’est donné. Tout est construit. »

— Gaston Bachelard, La Formation de l'esprit scientifique

## Philosophie poétique

### Projet de métapoétique
Dans la deuxième partie de son œuvre, après l'épistémologie et à partir de 1937, Bachelard se consacre à une étude approfondie de l'imaginaire poétique. Dans une conférence de 1954 restée célèbre, intitulée "Le dormeur éveillé", il déclare : « Notre appartenance au monde des images est plus forte, plus constitutive de notre être que notre appartenance au monde des idées ». Il plaide alors pour les douceurs de la rêverie et se laisse aller aux évocations que lui inspire « la flamme d'une chandelle ».
Bachelard consacre à Lautréamont un livre éponyme, dans lequel il développe sa théorie de la poésie. Il établit le projet d'une « métapoétique » dans cette étude.
Il reprend les notions nietzschéennes de désir, de puissance et d'ascension, qu'il applique à ses psychologies du feu et de l'air.

### Les quatre éléments

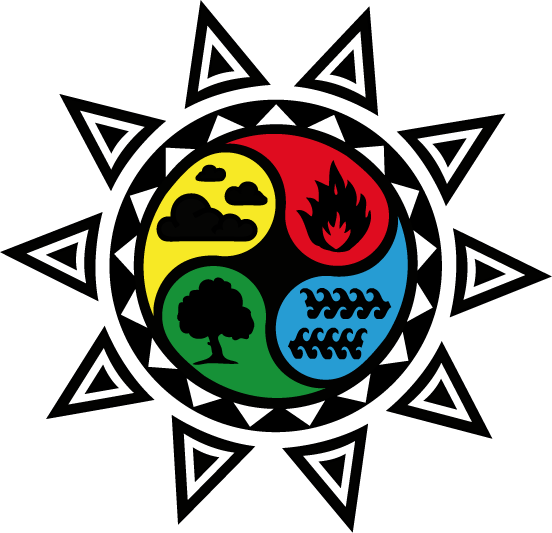
Les quatre éléments, sources de l'inspiration poétique selon Bachelard.

Bachelard classe les inspirations poétiques en quatre catégories, correspondant aux quatre éléments des Anciens et des alchimistes : l'eau, le feu, l'air et la terre. Il écrit : « La rêverie a quatre domaines, quatre pointes par lesquelles elle s'élance dans l'espace infini. Pour forcer le secret d'un vrai poète [...], un mot suffit : « Dis-moi quel est ton fantôme ? Est-ce le gnome, la salamandre, l'ondine ou la sylphide ? ». »,. Ces quatre catégories sont autant de méthodes poétiques et psychanalytiques d'approche des textes littéraires.
Dans La Psychanalyse du feu, Bachelard évoque les quatre éléments, bien qu'il centre son ouvrage sur le feu. Ce livre inaugure la série d'ouvrages que Bachelard va consacrer aux éléments : cette série commence donc par le feu, puis l'eau (L'Eau et les rêves : Essai sur l'imagination de la matière), l'air (L'Air et les Songes : Essai sur l'imagination du mouvement), la terre (La Terre et les Rêveries du repos et La Terre et les Rêveries de la volonté), et s'achève par l'élément par lequel Bachelard avait commencé, celui qui le fascine le plus personnellement : le feu, dans son autobiographie La Flamme d'une chandelle. Suzanne Bachelard, sa fille, éditera l'œuvre posthume Fragments d'une Poétique du Feu (constituée de trois chapitres respectivement sur Prométhée, le Phénix et Empédocle), ce qui fait trois ouvrages sur le feu au total.
Bachelard fait référence en particulier aux œuvres d'Henri Bosco et de Novalis pour illustrer ses analyses littéraires. Gérard Valin s'est appuyé sur ces travaux du philosophe pour rapprocher les sources d'inspirations de ces deux "poètes mystiques".

### Les poètes

#### Le feu

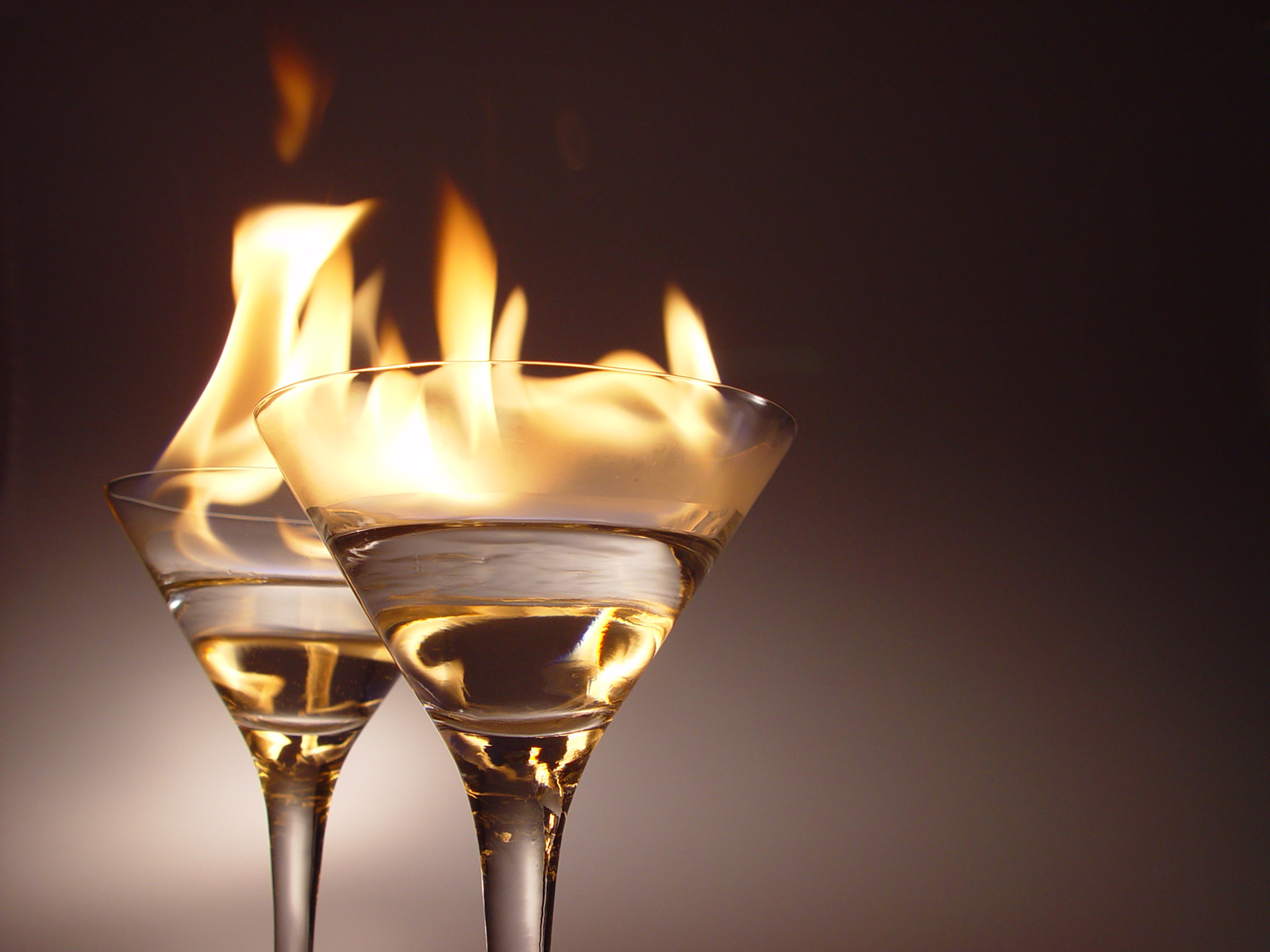
Cocktail flambé. Bachelard analyse l'imaginaire du feu et de l'alcool dans La Psychanalyse du feu.

Pour le feu, Bachelard évoque Héraclite, Empédocle, Novalis, Hölderlin, Hoffmann, le Werther de Goethe. Le feu est particulièrement vif dans le courant romantique, à cause de la consumation totale du moi dans la nature qu'il inspire. Les poètes animés par la « salamandre » ont ainsi en commun cette volonté de dispersion du moi dans les choses : la légende dit qu'Empédocle s'est jeté dans l'Etna. Héraclite fait du « feu » (τὸ πῦρ), perpétuellement en devenir, le principe au cœur des choses qui crée et consume le monde sans fin. Werther finit par se suicider pour un amour impossible.
Hölderlin écrit un roman intitulé Hypérion et trois versions d'une tragédie inachevée sur Empédocle, exprimant la nostalgie de ce retour au sein de la Nature, de laquelle il se sent exilé, avant de sombrer dans la folie :

« Alors qu'Hypérion choisit une vie qui se mêle plus intimement à la vie de la Nature, Empédocle choisit une mort qui le fond dans le pur élément du Volcan. Ces deux solutions, dit fort bien M. Pierre Bertaux, sont plus proches qu'il ne semble à première vue. Empédocle est un Hypérion qui a éliminé les éléments werthériens, qui, par son sacrifice, consacre sa force et n'avoue pas sa faiblesse ; […].
La mort dans la flamme est la moins solitaire des morts. C'est vraiment une mort cosmique où tout un univers s'anéantit avec le penseur. Le bûcher est un compagnon d'évolution. »

La production poétique de Novalis, quant à elle, fut aussi intense que courte. Bachelard en dit : 

« Toute la poésie de Novalis pourrait recevoir une interprétation nouvelle si l'on voulait lui appliquer la psychanalyse du feu. Cette poésie est un effort pour revivre la primitivité. […] Voici alors, dans toute sa claire ambivalence, le dieu frottement qui va produire et le feu et l'amour. »

#### L'eau

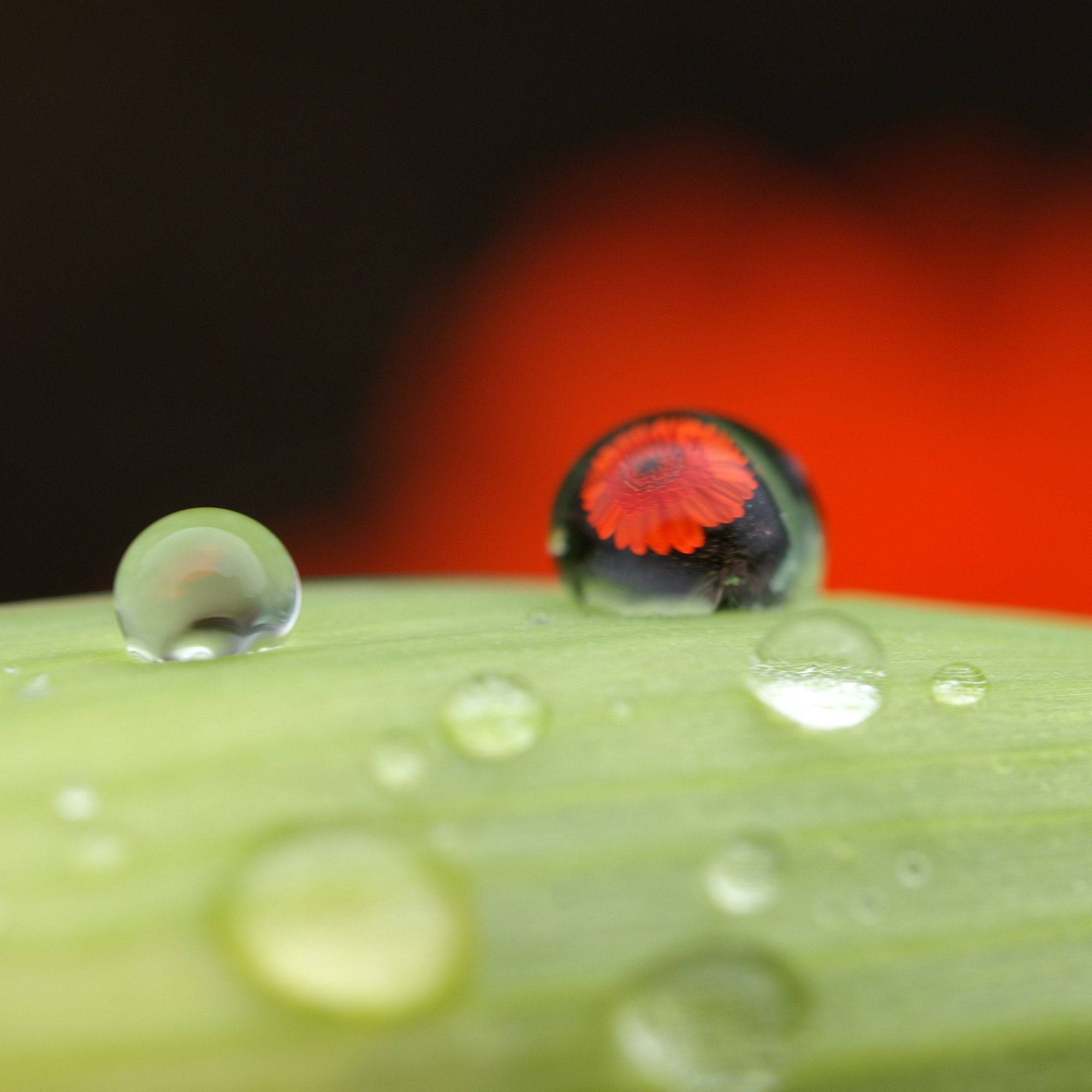
Des gouttes de rosée. Bachelard analyse l'imaginaire de l'eau, qui est lié à l'amour chez Novalis.

Pour l'eau, Bachelard évoque Edgar Allan Poe, dans L'Eau et les Rêves. Dans La Psychanalyse du feu, il parle de l'« étang de la Maison Usher ». Bachelard commente également l'œuvre de Novalis, qui exprime dans son Henri d'Ofterdingen (roman inachevé) des images de maternité et de jeunes filles au contact de l'eau :

« Les êtres du rêve, chez Novalis, n'existent donc que lorsqu'on les touche, l'eau devient femme seulement contre la poitrine, elle ne donne pas des images lointaines. »

De plus, pour Novalis, l'eau est une « flamme mouillée ». On voit bien ici que, dans l'imaginaire poétique, les quatre éléments ne sont pas cloisonnés de manière rigide ; ils peuvent au contraire communiquer, comme chez Novalis où l'eau transfigure le feu et vice-versa. Bachelard classe aussi Swinburne parmi les poètes hantés par l'« ondine ».
Bachelard est cité en incipit de Bulles de Peter Sloterdijk, un ouvrage également consacré à l'imaginaire aquatique au cours de l'histoire de l'humanité.

#### L'air

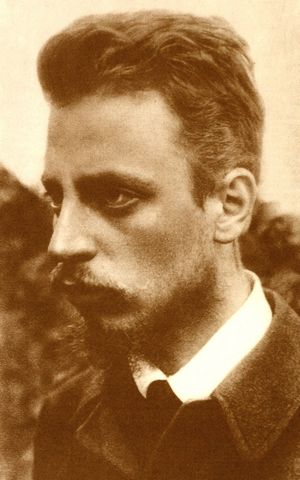
Le poète autrichien Rainer Maria Rilke, en 1900, classé par Bachelard parmi les poètes aériens.

Pour l'air, Bachelard consacre un long passage à Nietzsche dans L'Air et les Songes. Il s'intéresse ainsi à l'esthétique (Le Cas Wagner) et à la production poétique (Le Gai Savoir et Ainsi parlait Zarathoustra, entre autres) de Nietzsche, en plus de lui emprunter certaines de ses intuitions sur le désir et sur l'imagination. Il déclare :

« Nietzsche est le type même du poète vertical, du poète des sommets, du poète ascensionnel. »

L'esthétique nietzschéenne se caractérise par la légèreté, notamment dans les arts rythmiques (musique, danse et poésie), contre la « lourdeur névrotique » de Wagner. Bachelard analyse aussi, dans le même livre, les poètes marqués par la « sylphide » que sont Shelley (« poésie aérienne », p. 52), Balzac (« ascension psychologique vécue », p. 70) et Rilke (« impression dynamique de légèreté », p. 44). Sa psychologie de l'air s'inspire de manière remarquable de la métaphysique bergsonienne de la mobilité, notamment lorsque Bachelard caractérise l'élément aérien comme la coïncidence mouvante de l'être intime (l'être du rêveur-poète) avec l'Être tout entier (l'être cosmique) : le monde est lui-même « voyage », et le rêveur voyage avec le monde, non dans le monde : la fusion aérienne n'est pas la consumation brûlante de l'être que l'on trouve dans la poésie marquée par l'élément igné.

« Jamais le rêveur aérien n'est tourmenté par la passion. (p. 57) »

En effet, le poète de l'air se meut dans la douceur ; il est transporté, protégé, comme le rêveur de l'eau qui est bercé par l'eau maternelle. La continuité entre l'eau et l'air se manifeste précisément dans le passage du « transport flottant bercé par les eaux » au « transport volant porté par les airs ». Au contraire, le poète du feu risque la dissolution complète de son être dans l'élément naturel, il dissipe toute protection dans une rêverie flamboyante et passionnée.

Néanmoins, l'air et le feu ont en commun l'élévation, l'ascension : 
« La méditation de la flamme a donné au psychisme du rêveur une nourriture de verticalité, un aliment verticalisant. Une nourriture aérienne, allant à l'opposé de toutes les « nourritures terrestres », pas de principe plus actif pour donner un sens vital aux déterminations poétiques. »
— La Flamme d'une chandelle (1961), p. 4.

#### La terre

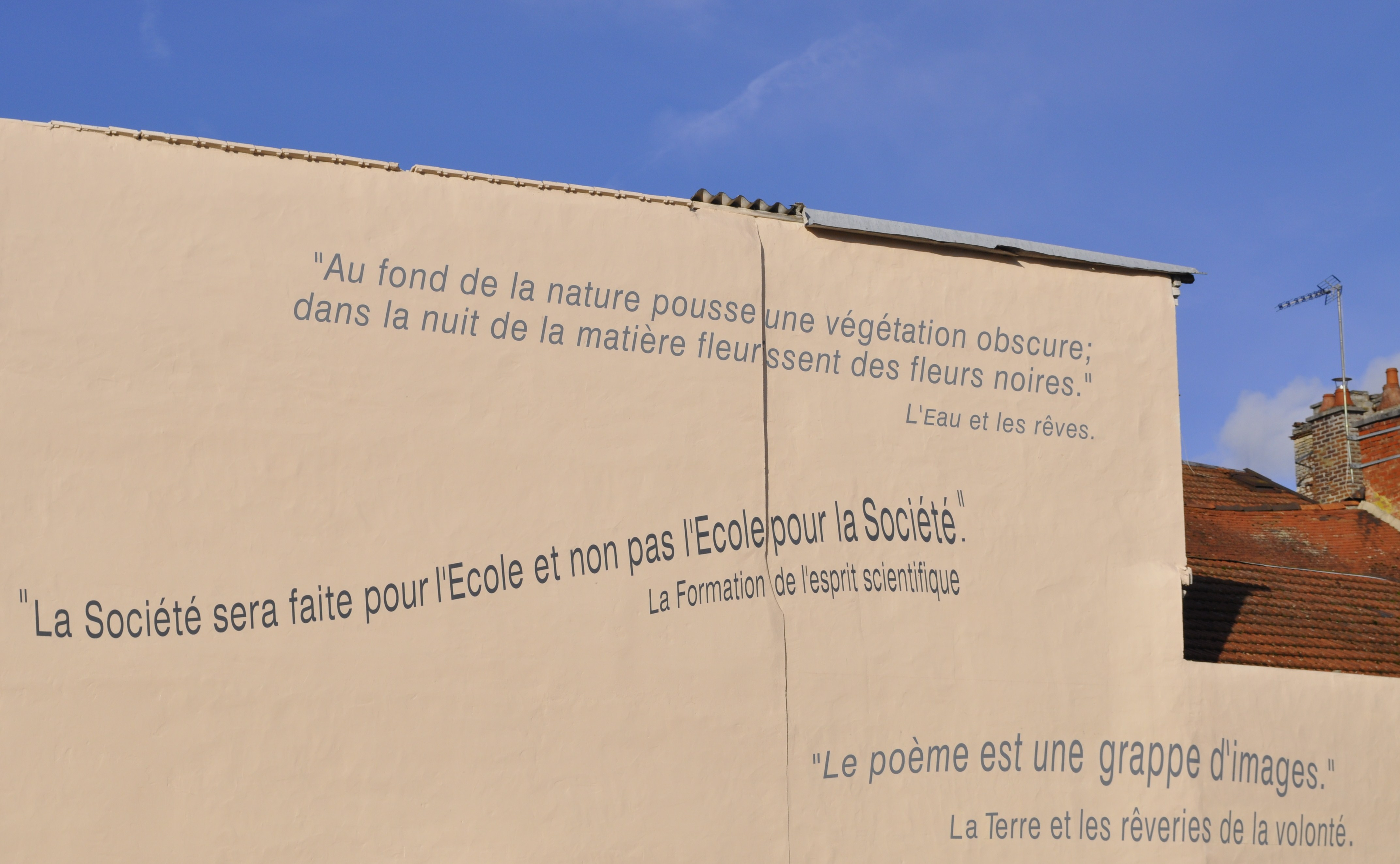
Citations de Bachelard, sur une façade en son hommage à Bar-sur-Aube.

Gaston Bachelard analyse l'imaginaire de la terre dans deux ouvrages : La Terre et les Rêveries de la volonté et La Terre et les Rêveries du repos.
Bachelard était un épicurien aux liens très marqués pour la terre et ses fruits. Son enfance à Bar-sur-Aube a sans doute influencé son attirance pour les escarpements, l'eau et la terre ; ainsi y fait-il allusion, dans L'Eau et les Rêves. Tout en expliquant l'origine du nom donné à son pays, il en décrit les caractéristiques : « le Vallage, un pays ainsi nommé en raison du grand nombre de ses vallons ». Bachelard était un terrien, éloigné de la mer : « J’avais presque trente ans quand j’ai vu l’Océan pour la première fois », écrit-il au début de L'Eau et les Rêves, et ne voyageant qu'en des contrées proches de la France. De Paris, il aime surtout la Place Maubert où il fait son marché et dont il goûte les fruits, chose rare en ce temps pour un homme : « c’est mon village, autour il y a Paris, me dit-on ». Bachelard reste avant tout un homme de terroir, aimant les longues randonnées avec ses amis. Il aime sentir cette terre, en apprécier la chair et les vins. De Voigny où il a habité et où sa fille Suzanne est née, il se rendait à Bar-sur-Aube à pied, par les collines. Un sentier de grande randonnée de pays correspondant à un circuit en boucle de 29 km, au départ et à l'arrivée de Bar-sur-Aube (son bourg natal autour duquel il aimait se promener), a justement été balisé en sa mémoire et baptisé en son nom.

## Philosophie du temps
S'inspirant notamment des découvertes relativistes, Bachelard soutient la thèse d'une discontinuité fondamentale du temps principalement dans deux ouvrages, L'Intuition de l'instant (1932) et La Dialectique de la durée (1936).
Dans le premier, il considère que « la vraie réalité du temps, c’est l’instant ; la durée n’est qu’une construction, sans aucune réalité absolue ». La qualité de la construction dépend de la force de notre volonté et de notre degré de créativité : « Le temps ne dure qu'en inventant ».
Dans le second ouvrage, il examine les modalités de fabrication des durées les plus riches et les plus harmonieuses pour l'individu dispersé qui n'est qu'une somme d'accidents. C'est pourquoi « la continuité psychique est, non pas une donnée, mais une œuvre ». Et l'élaboration de cette œuvre consiste en la création de systèmes d'instants. « Pour penser, pour sentir, pour vivre, il faut mettre de l'ordre dans nos actions, en agglomérant des instants dans la fidélité des rythmes, en unissant des raisons pour faire une conviction vitale ». Il emprunte alors au philosophe portugais Lúcio Alberto Pinheiro dos Santos la notion de rythmanalyse qui devient une méthode d'identification des rythmes les plus épanouissants et de régulation des disharmonies. Bachelard se rapproche des philosophies indiennes et esquisse les éléments d'une philosophie du repos fondée sur des vibrations heureuses et des rythmes harmonieux. Le philosophe, en quête de sagesse, recherche l'unité dans le désordre ambiant, la stabilité dans un devenir toujours changeant, la sûreté dans l'incertain.

## Postérité

### L'esprit pédagogique
Bachelard a choisi de rompre avec une première expérience pédagogique de répétiteur pour se construire une culture scientifique. C’est celle-ci qui lui permet de revisiter quinze ans plus tard la pédagogie. C’est elle qui centre son regard sur les apprentissages, introduit l’erreur comme source de progrès, initie aux situations-problèmes, identifie les obstacles à surmonter, intègre les découvertes et substitue à l’autorité formelle celle de la raison. Lecteur d’Henri Wallon et très hostile à un esprit de compétition qui privilégie l’habileté sur une culture authentique, il conçoit le principe d’une classe coopérative qui repose sur la mutualisation des connaissances et l’interchangeabilité des fonctions. Explorant les troubles psychiques ou cognitifs, il met en évidence l’importance des situations d’apprentissage.
Ses propositions audacieuses auront une influence décisive sur la construction d’une pédagogie moderne. Elles contribueront à la création des sciences de l’éducation grâce à l’initiative de l’un de ses élèves, Gaston Mialaret (1918-2016). Elles donneront naissance au développement de deux axes didactiques, celui des sciences avec les travaux de Jean-Pierre Astolfi (1943-2009) qui orientera sa recherche sur les obstacles pédagogiques aux apprentissages et celui des arts, avec les recherches sur la formation poétique incarnées par Georges Jean (1920-2011), sur l’imaginaire, promues par Gilbert Durand (1921-2012), et sa construction, initiées par Bruno Duborgel (né en 1943). Les unes poursuivront l’épanouissement du désir de savoir et les autres la libération de l’élan créatif chez les élèves.
La pédagogie renouvelée va servir en même temps de trait d’union entre les sciences et l’épistémologie, comme en témoigne l’usage pédagogique puis épistémologique du concept d’obstacle. Elle sert aussi à repenser l’esthétique à travers une réflexion sur l’enseignement trop raisonné de la rhétorique et de la littérature. La pédagogie sera toujours un point d’appui pour un philosophe qui ne sépare jamais la connaissance de l’expérimentation, la pensée de l’action.
Sa vision profondément humaniste accorde toute sa force à une pédagogie, source essentielle de la richesse humaine. Bachelard séparera toujours le monde du savoir profondément désintéressé du monde des affaires. Il a toujours considéré l’école, dans la droite ligne de Jules Ferry, comme trop importante pour être confiée au monde de la finance et de l’industrie. Plutôt que de soumettre l’école à une société du marché qui génère extrême richesse et grande pauvreté, il a pris délibérément parti pour une « société […] faite pour l’école » qui met en œuvre l’égalité de droit et l’accès au savoir pour tous et pour chacun.

### Épistémologie et philosophie des sciences
La philosophie de Bachelard a largement influencé l'épistémologie historique, la philosophie des sciences et la sociologie françaises, notamment Koyré, Althusser, Canguilhem, Simondon, Foucault, Dagognet, Bourdieu.
Bachelard construit sa théorie de la connaissance essentiellement à partir de la physique, des mathématiques, de la chimie et de la logique ; Canguilhem étudiera la biologie et la médecine, en tenant compte également de l'apport de Bergson. Althusser développera la notion de « coupure épistémologique » en référence à la « rupture épistémologique » bachelardienne. Quant à Simondon, il tentera une synthèse du bergsonisme et du bachelardisme.
Michel Serres qualifie Bachelard comme le dernier des symbolistes, qui sature l'espace de symboles au croisement de la science et de la culture.

### Herméneutique et philosophie de l'imagination

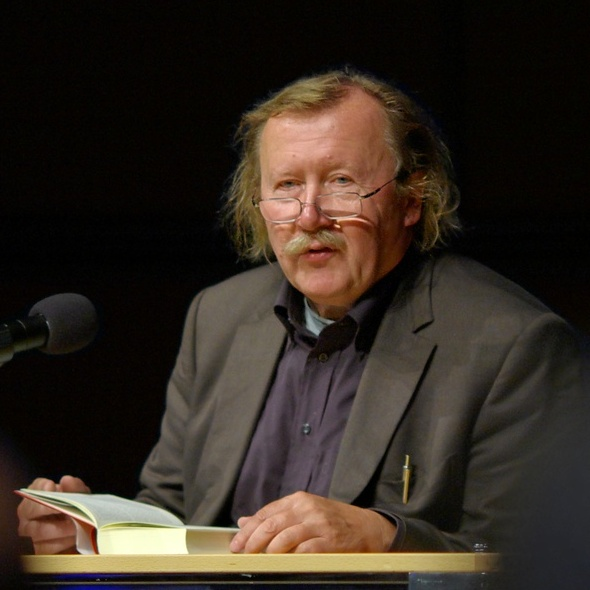
Le philosophe Peter Sloterdijk en 2009, un des herméneuticiens influencés par Bachelard.

Les réflexions de Bachelard sur l'imagination, la poésie et le symbolisme, très influencées par le surréalisme naissant, ont marqué le travail de certains penseurs de l'herméneutique et de la philosophie postmoderne tels que Ricœur, Deleuze, Derrida et Sloterdijk ou encore de l'anthropologie culturelle comme Gilbert Durand. Georges Gusdorf, qui a été l'élève de Bachelard, reçoit son influence pour son livre Mythe et métaphysique (1953).
Ricœur rend hommage à la « phénoménologie de l'imagination » de Bachelard dans La Métaphore vive.
Deleuze discute l'interprétation bachelardienne des images poétiques utilisées par Nietzsche dans son œuvre, et notamment dans le Zarathoustra. Pour Bachelard, les images nietzschéennes sont essentiellement aériennes, signes d'un penseur qui nous regarde du haut des cimes. Pour Deleuze au contraire, Nietzsche est un penseur terrestre, dont le credo « mes amis, restez fidèles à la terre » est partout manifeste. Nietzsche serait plutôt le philosophe des profondeurs, qui nous met en garde contre les envolées mystiques et les ascensions religieuses.

Sloterdijk prolonge les analyses de Bachelard sur l'imaginaire et le symbolisme aquatiques dans sa trilogie des Sphères. Sloterdijk analyse l'imaginaire aquatique dans l'histoire de la pensée humaine. La filiation avec L'Eau et les Rêves de Bachelard est explicite. Morgan Gaulin, chercheur en texte et médias, écrit que la poétique de l'espace de Bachelard a aussi influencé Sloterdijk : 
« La microsphérologie qui fait l'objet de ce premier tome [Bulles] veut donc s'attarder à l'espace intérieur comme réflexion sur l'intime, et Sloterdijk veut montrer par là que les sciences humaines ont toujours eu à se fonder sur des poétiques, ce sur quoi il rejoint la poétique de l'espace de Gaston Bachelard qu'il cite d'ailleurs en incipit. »
Le critique et professeur Jean-Pierre Richard s'inspire de Bachelard dans ses analyses littéraires. Le cinéaste et écrivain Alejandro Jodorowsky affirme également avoir été marqué par l'enseignement du philosophe français à propos de l'alchimie, auquel il a assisté lors de son séjour à Paris en 1953.

### La question de la métaphore

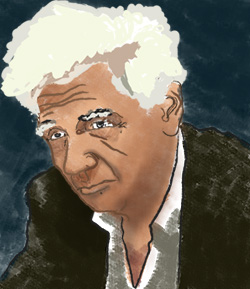
Le philosophe Jacques Derrida, portraituré par Pablo Secca, critique la théorie bachelardienne de la métaphore.

Jacques Derrida se propose de critiquer le projet métapoétique de Bachelard, dans le cadre d'une étude de la métaphore. Pour l'inventeur de la déconstruction, l'ensemble de la tradition philosophique a toujours voulu dominer le processus métaphorique, le rationaliser, en faire un domaine contingent et sensible à côté de l'intelligibilité pure, reproduisant en cela la dualité platonicienne. Or, « Bachelard est, sur ce point, fidèle à la tradition : la métaphore ne lui paraît pas constituer simplement, ni nécessairement, un obstacle à la connaissance scientifique ou philosophique ».
Dans la perspective derridienne, rien ne peut échapper à la métaphore, aucun discours ne peut prétendre la dominer, c'est-à-dire n'être pas lui-même métaphorique, empreint de double sens. Il n'y a que la métaphore elle-même qui soit « dominée » par le processus métaphorique, emportée vers l'autodestruction. Or, l'œuvre poétique de Bachelard (notamment son Lautréamont) est en fait complice de son œuvre épistémologique (notamment La Formation de l'esprit scientifique). L'œuvre de Bachelard se conçoit, selon Derrida, comme le double projet d'une métapoétique (discours philosophique sur la poésie, qui fonde la possibilité d'une analyse littéraire descriptive et objective, qui passe par la classification des métaphores) et d'une psychanalyse de la connaissance (analyse et épuration des obstacles affectifs à la recherche scientifique, afin de parvenir à des théories rationnelles et rigoureuses).
Mais cette classification des métaphores n'est possible que si le philosophe se place en un lieu où il n'est pas affecté par le processus métaphorique lui-même dans la production de son discours. Une métaphore ne peut maîtriser une métaphore : il faut déterminer un concept de métaphore, qui ne soit pas lui-même métaphorique. Et c'est précisément cette distanciation rationnelle du philosophe, donc cette classification des métaphores (irrationnelles, mais déterminables rationnellement), qui est impossible pour Derrida : la métaphore traverse l'ensemble du discours, y compris et surtout le discours philosophico-scientifique. « La philosophie, comme théorie de la métaphore, aura d'abord été une métaphore de la théorie ». Le mot « théorie » lui-même est métaphorique, il désigne l'action de « voir », d'après l'étymologie grecque.

Bachelard a cependant évolué sur cette question, comme on le voit dans La Poétique de la rêverie : 
« Mais, en revanche, ce n’est pas moi non plus qui, disant mon amour fidèle pour les images, les étudierai à grand renfort de concepts. La critique intellectualiste de la poésie ne conduira jamais au foyer où se forment les images poétiques. […] L’image ne peut être étudiée que par l’image, en rêvant les images telles qu’elles s’assemblent dans la rêverie. C’est un non-sens que de prétendre étudier objectivement l’imagination, puisqu’on ne reçoit vraiment l’image que si on l’admire. »

## Décorations
- Commandeur de la Légion d'honneur
- Croix de guerre 1914–1918, étoile d'argent
- Commandeur de l'ordre du Mérite postal (1956)[160]

## Hommages
- Claude Balif : 1984-1988, Haut les rêves op. 49 no 2, pour la violoniste Clara Bonaldi ; Deuxième concert symphonique pour violon & orchestre de chambre [2 (I, II+picc.).2.1(I=cl. en la).1 - 2.0.0.0 - 7.0.2.2.1 ; commande des Affaires culturelles de Champagne-Ardenne pour le centenaire de Gaston Bachelard].

## Œuvres

### Ouvrages

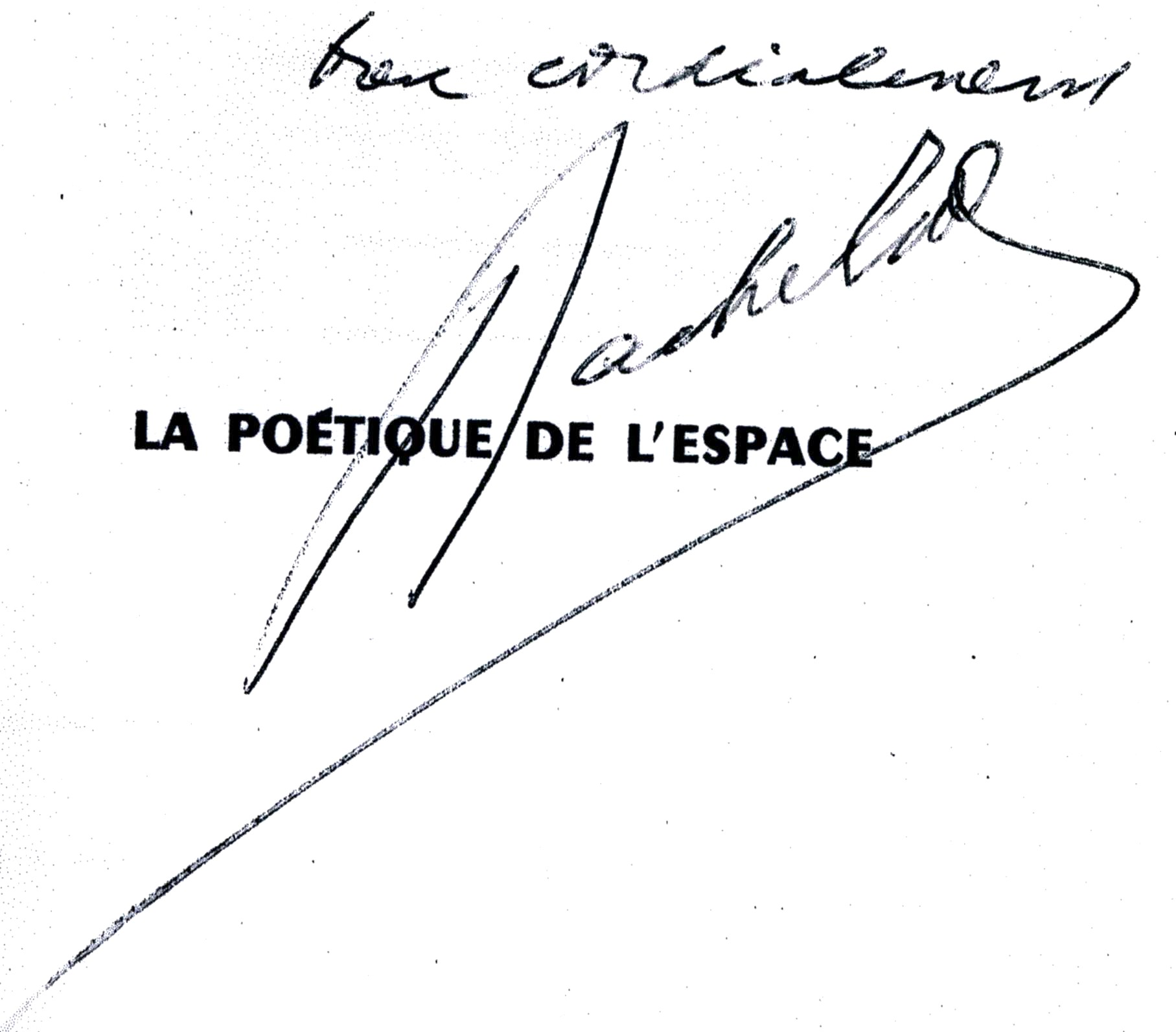
Signature de Gaston Bachelard.

L'intégralité de l'œuvre de Bachelard est passée dans le domaine public en 2012 au Canada (soit 50 ans après le décès de l'auteur). Cette réglementation, propre à ce pays, ne s'applique pas partout.
- Essai sur la connaissance approchée, thèse principale, Paris, Vrin, 1927  (ISBN 2-7116-0042-4)
- Étude sur l'évolution d'un problème de physique. La propagation thermique dans les solides, Paris, Vrin, 1927  (ISBN 2-7116-0043-2)
- La Valeur inductive de la relativité, Paris, Vrin, 1929  (ISBN 2-7116-8004-5)
- Le Pluralisme cohérent de la chimie moderne, Paris, Vrin, 1929  (ISBN 2-7116-0044-0)
- L'Intuition de l'instant. Étude sur la Siloë de Gaston Roupnel, Paris, Stock, 1932  (ISBN 2-253-94197-2)
- Les Intuitions atomistiques : essai de classification, Boivin, 1933 (rééd. Vrin)
- Le Nouvel Esprit scientifique, Alcan, 1934  (ISBN 2-13-054249-2)
- La Dialectique de la durée, Boivin, 1936  (ISBN 2-13-054961-6)
- L'Expérience de l'espace dans la physique contemporaine, Alcan, 1937
- La Formation de l'esprit scientifique. Contribution à une psychanalyse de la connaissance objective, Paris, Vrin, 1938  (ISBN 2-7116-1150-7)
- La Psychanalyse du feu, Paris, Gallimard, 1938  (ISBN 2-07-032325-0)
- Lautréamont, José Corti, 1939 (nouvelle édition 1951)  (ISBN 2-7143-0124-X)
- La Philosophie du non : essai d'une philosophie du nouvel esprit scientifique, PUF, 1940  (ISBN 2-13-054984-5)
- L'Eau et les rêves : Essai sur l'imagination de la matière, José Corti, 1941  (ISBN 2-253-06099-2)
- L'Air et les Songes : Essai sur l'imagination du mouvement, José Corti, 1943  (ISBN 2-253-06100-X)
- La Terre et les Rêveries du repos, José Corti, 1948  (ISBN 2-7143-0299-8) et  (ISBN 2-7143-0876-7)
- La Terre et les Rêveries de la volonté, José Corti, 1948  (ISBN 2-7143-0823-6)
- Le Rationalisme appliqué, PUF, 1949,  (ISBN 2-13-054442-8)
- Paysages. Étude pour quinze burins d'Albert Flocon, PUF, 1950
- L'Activité rationaliste de la physique contemporaine, PUF, 1951  (ISBN 2-13-028523-6)
- Lettres à Louis Guillaume (1951-1962), La Part commune, 2009  (ISBN 2-84418-151-1)
- Le Matérialisme rationnel, PUF, 1953  (ISBN 2-13-056285-X)
- La Poétique de l'espace, PUF, 1957  (ISBN 2-13-054444-4)
- La Poétique de la rêverie, PUF, 1960  (ISBN 2-13-054950-0)
- La Flamme d'une chandelle, PUF, 1961  (ISBN 2-13-053901-7)
- Le Droit de rêver, posthume, PUF, 1970 (préfaces, articles, études, de 1939 à 1962)  (ISBN 2-13-056363-5).
- L'Engagement rationaliste, posthume, Paris, PUF, 1972.
- Épistémologie, textes choisis par Dominique Lecourt, PUF, 1972  (ISBN 2-13-044684-1).
- Études (« Noumène et microphysique », « La Critique du concept de frontière épistémologique », « Idéalisme discursif », « Lumière et substance » et « Le monde comme caprice et miniature »), Vrin, 1972  (ISBN 2-7116-0046-7).
- Fragments d'une Poétique du Feu, posthume, édité par Suzanne Bachelard, PUF, 1988  (ISBN 2-13-041454-0).

### Articles principaux
- « L'idonéisme ou l'exactitude discursive », in Études de philosophie des sciences. En hommage à Ferdinand Gonseth, Neuchâtel (Suisse) : Éditions du Griffon, 1950, p. 7-10.
- « La création ouverte », in Le Long voyage (monographie consacrée aux tapisseries d'Asger Jorn et de Pierre Wemaëre), Bibliothèque d'Alexandrie, Paris, décembre 1960.
- « Lettre-préface » à Jean Cocteau, Clair-obscur, Paris, Points, 2007.
- « Matière et main », in À la gloire de la main (collectif), eaux-fortes de Christine Boumeester, Roger Chastel, Pierre Courtin, Jean Fautrier, Marcel Fiorini, Albert Flocon, Henri Goetz, Germaine Richier, Jean Signovert, Raoul Ubac, Roger Vieillard, Jacques Villon et Gérard Vulliamy, aux dépens d'un amateur, Paris, 1949.
- Gérard Valin, Novalis et Henri Bosco, deux poètes mystiques, thèse de doctorat en lettres, Paris Nanterre, 1972

#### Bases de données et dictionnaires
- Ressources relatives à la recherche :   - Les Classiques des sciences sociales
  - Dialnet
  - Encyclopædia Herder
  - La France savante
  - Internet Philosophy Ontology
  - Mathematical Reviews
  - Thèses de doctorat ès lettres soutenues en France de 1808 à 1940
  - ZbMATH
- Ressources relatives aux beaux-arts :   - Grove Art Online
  - National Gallery of Art
  - Union List of Artist Names
- Ressources relatives à la musique :   - Discogs
  - MusicBrainz
- Ressource relative au spectacle :   - Les Archives du spectacle
- Ressource relative à plusieurs domaines :   - Radio France
- Ressource relative à la vie publique :   - base Léonore
- Notices dans des dictionnaires ou encyclopédies généralistes :   - Britannica
  - Brockhaus
  - Den Store Danske Encyklopædi
  - Deutsche Biographie
  - Enciclopedia italiana
  - Gran Enciclopèdia Catalana
  - Hrvatska Enciklopedija
  - Internetowa encyklopedia PWN
  - Nationalencyklopedin
  - Proleksis enciklopedija
  - Store norske leksikon
  - Treccani
  - Universalis
  - Visuotinė lietuvių enciklopedija
- Notices d'autorité :   - VIAF
  - ISNI
  - BnF (données)
  - IdRef
  - LCCN
  - GND
  - Italie
  - Japon
  - CiNii
  - Espagne
  - Belgique
  - Pays-Bas
  - Pologne
  - Israël
  - NUKAT
  - Catalogne
  - Suède
  - Vatican
  - WorldCat